# Elbasan
Elbasan város Albánia központi részén, a Shkumbin folyó kiterjedt, nyílt völgysíkságában, az Elbasani-sík északkeleti peremén, Tiranától légvonalban 33, közúton 40 kilométerre délkeleti irányban. Elbasan megye székhelye, ezen belül Elbasan község központja. A 2020-as adatok alapján lakossága 214 261 fő, ezzel Albánia negyedik legnépesebb városa.
Helyén időszámításunk kezdetén a Via Egnatia egyik állomáshelye, Scampis állt. A 4. században a rómaiak katonai castrumot építettek Scampisban, amely az 5. században püspöki székhely volt. A 6. században I. Iusztinianosz bizánci császár még megerősítette a castrumot, a város azonban a külső támadások következményeként a 9. századra elnéptelenedett. Újraalapítására az Oszmán Birodalom Szkander bég elleni küzdelmei idején, 1466-ban került sor, amikor II. (Hódító) Mehmed parancsára ókori várát megerősítették. A város Ilbaszan néven fontos katonai támaszpontjuk, majd az Ilbaszani szandzsák székhelye lett. A török fennhatóság évszázadai alatt az albánok lakta vidékek egyik legfontosabb városa, hatalmas bazárral rendelkező kereskedelmi és kézműipari központja, az oszmán kultúra egyik fellegvára lett. Több tucatnyi mecsetje mellett albán földön itt jelentek meg először a bektásik, de nyüzsgő kereskedővárosként több nemzetiségnek (cigányok, arománok stb.) és számottevő görögkeleti lakosságnak is otthona volt. 1832-ben várát leszerelték, katonai jelentőségét elveszítette. Az 1909. évi elbasani közművelődési kongresszus eredményeként még ugyanabban az évben itt nyitotta meg kapuit az ország első tanítóképző intézete, a Shkolla Normale. Elbasan lakói ma is büszkék arra, hogy városukban a vlorai nemzetgyűlés előtt három nappal, 1912. november 25-én kikiáltották Albánia függetlenségét. Az első világháborúban szerb, bolgár, osztrák–magyar, majd olasz megszállás alatt állt város a két világháború között az urbanizáció útjára lépett, egyebek mellett közvilágítást és vízvezetéket kapott, és itt nyílt meg az ország egyik első közkönyvtára. A második világháború éveiben környéke az olasz, majd német megszállók elleni fegyveres harc egyik központja volt. A kommunista állampárti évtizedekben erős ütemű iparosítást vezényeltek le Elbasanban, az 1970-es években a város mellett kezdte meg a termelést az ország gigantikus nehézipari beruházása, A Párt Acélja Kohászati Kombinát, felépült a durrës–elbasan–pogradeci vasútvonal. A népesség az 1945. évi 15 ezerről megötszöröződött, az óváros hagyományos lakóházainak és évszázados mecsetjeinek a helyét lakótelepnegyedek vették át. Az 1991-es rendszerváltással az ipari termelés jelentősen visszaesett, a város magas munkanélküliséggel és az ipari termelés okozta környezetszennyezéssel küzd.
Elbasan napjainkban fontos közlekedési csomópont, amelyen áthalad a VIII-as számú páneurópai folyosó. Az albániai nagyvárosok közül közvetlen közúti összeköttetése van Tiranával és Korçával. A város fő látnivalója a várnegyed, a tornyokkal és a Bazárkapuval tagolt 15. századi falak között az 1492-ben épült Király-mecsettel, a 17. századi Öregfürdővel, valamint a görögkeletiek 1868-ban befejezett Szűz Mária-templomával. További fő nevezetességei a 4–5. századból fennmaradt mozaikpadlós ókeresztény templomok, a tepei és a bezistani bazilika romjai, a 16. századi Naziresha-mecset és a 17. századi Bazárfürdő. A város egyik legfontosabb kulturális eseménye, sokadalma a március 14-ei nyárünnep. Elbasan egyetemváros, az ország legnagyobb múltú tanintézete, az Aleksandër Xhuvani Egyetem otthona. Mindezek mellett több múzeum, valamint az ország egyik legrégibb kőszínháza, a Skampa Színház kínál kulturális programokat az érdeklődőknek.

## Földrajz
Elbasan Albánia földrajzi középpontjának közvetlen közelében helyezkedik el, a Közép-albániai-hegyvidéket kelet–nyugati irányban átszelő Shkumbin folyó völgyének középső szakaszán, az Elbasani-sík (Fusha e Elbasanit) északkeleti részén. A nyugati irányban még szélesen elterülő völgytalp Elbasan délkeleti térségében szűkül össze, ahol északról a Krrabai-, délkeleti irányból pedig a Shpat-hegység hegy- és domblábai nyomulnak a Shkumbin völgyébe. A város maga síksági területen, a Shkumbin által a negyedidőszakban felépített, agyagos-iszapköves folyóteraszon fekszik, átlagosan 120 méteres tengerszint feletti magasságban. A folyóval átellenes oldalról magaslatok veszik körbe: északnyugatról és északról a graceni, illetve a godoleshi vidék oligocén kori formációi, északkeletről pedig a labinoti hegyvidék késő kréta kori homokkővonulatai szegélyezik. A belterület legmagasabb pontja a város keleti szélén található Krastai park (Parku i Krastës), amely a Shkumbinig nyomuló 272 méter magas dombon terül el. A várostól keletre, az 582 méteres Vasha-hegy (Mal i Vashës) és a 809 méteres Sinan-hegy (Mal i Sinanit) között szűkül össze a Shkumbin völgye, helyenként akár 180 méter szélességűre.
A mintegy 10 km²-es belterületi résszel rendelkező város a Shkumbin jobb (északi) partján, a folyó kanyarulatánál terül el. A Shkumbin átlagos szélessége Elbasannál 35 méter, de hóolvadás és esőzések idején a 130 métert is elérheti, átlagos mélysége 1,3 méter, sebessége pedig mérsékelt, mindössze 0,7 m/s. Több közúti híd is található a város térségében, de nyaranta gyalogosan is könnyűszerrel át lehet kelni a folyón. A Shkumbin nem szerves része a városnak, a történelmi városközpont légvonalban csaknem 1,5 kilométerre fekszik a folyótól, amelynek bal partja közigazgatásilag már Shirgjan és Shushica része. Elbasan legjelentősebb belterületi folyóvize az 1350 méteres tengerszint feletti magasságban eredő, mintegy 15 kilométer hosszú Zaranika-patak (Përroi i Zaranikës), amelynek vízhozama hóolvadáskor különösen magas, a nyugati városrészeket nemegyszer áradással fenyegeti. A város nyugati és déli előterében mezőgazdasági és elhagyott ipari területek övezik a várost, míg az északi hegylábakon az uralkodó növénytakarót félszáraz cserjések és bozótosok alkotják. Egyedül az északkeleti, Labinot felőli hegyvidéken találhatóak kiterjedt erdők.
A városkörnyék éghajlatát forró nyarak és mérsékelten hideg telek jellemzik, a hidegebb légáramlatok jellemzően a keleti irányból, a Shkumbin völgyén át érkeznek Elbasan fölé. Az uralkodó szélirány télen az északkeleti, tavasztól a délnyugati. Az átlagos szélsebesség a nyári hónapokban 1,2 m/s, télen 2,1–2,4 m/s közötti, 4,7 m/s-os maximumát szintén a téli időszakban éri el. A szélcsendes órák aránya az év egészét tekintve 53%-os. Az átlagos évi csapadékmennyiség 1066 mm, amelynek eloszlása a száraz nyárral és a csapadékosabb őszi és téli hónapokkal jellemezhető. A legtöbb csapadék (148 mm) novemberben, a legkevesebb (34 mm) júliusban hullik a városra. A havazás ritka, az évenkénti havas napok száma átlagosan mindössze 1,2. Az évenkénti napsütötte órák száma 2441, maximuma júliusra (326 óra), minimuma pedig decemberre (111 óra) jellemző.
| Hónap                                                                       | Jan. | Feb. | Már. | Ápr. | Máj. | Jún. | Júl. | Aug. | Szep. | Okt. | Nov. | Dec. | Év   |
| --------------------------------------------------------------------------- | ---- | ---- | ---- | ---- | ---- | ---- | ---- | ---- | ----- | ---- | ---- | ---- | ---- |
| Átlagos max. hőmérséklet (°C)                                               | 9,5  | 11,1 | 14,1 | 18,0 | 22,7 | 27,1 | 29,6 | 29,6 | 25,9  | 20,3 | 14,9 | 10,9 | 19,5 |
| Átlagos min. hőmérséklet (°C)                                               | 2,4  | 3,6  | 5,4  | 8,5  | 12,5 | 16,1 | 17,9 | 17,8 | 14,7  | 10,9 | 7,4  | 4,0  | 10,1 |
| Átl. csapadékmennyiség (mm)                                                 | 124  | 113  | 92   | 84   | 82   | 52   | 34   | 38   | 65    | 101  | 148  | 133  | 1066 |
| Forrás: Climate: Elbasan. Climate-Data.org (Hozzáférés: 2018. november 21.) |      |      |      |      |      |      |      |      |       |      |      |      |      |

## Névváltozatok

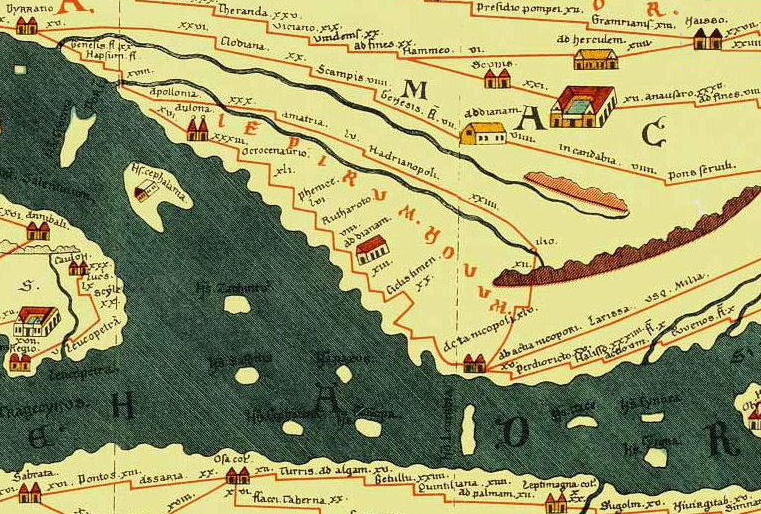
A Tabula Peutingeriana részlete. Felső részén, a Genesis (ma Shkumbin) völgyében a Scampis felírás

A római korban a Via Egnatián épült állomáshely (mansio), később település (vicus) neve Scampis vagy Scampa volt, de egyes források a Hiscampis, Scampinus, Scampin(i), Scampium és a késő ókor vonatkozásában az Escampenus alakokat is említik. A Scampa változatot előnyben részesítő Elsie szerint a Scampis (vagy görögül Szkampisz / Σκαμπις) a Shkumbin folyó korabeli latin neve volt. Ennek ellentmond, hogy a történeti források a folyót kizárólag Genusus, elvétve Hebrus néven említik, és éppen az ókori Scampis/Scampa településnevet tartják a modern Shkumbin folyónév etimológiai forrásának. Modern albán szövegekben az ókori település többnyire Skampë / Skampa, ritkábban Skampin / Skampini alakban jelenik meg; előbbi egyebek mellett a helyi Skampa Színház (Teatri Skampa) nevéből is visszaköszön.
Egy 6. századi bizánci forrásban Szkeminitész alakban bukkant fel az I. Iusztinianosz által megerősíttetett város neve. A középkor századaiban csak elvétve említett településnek új nevei bukkantak fel a forrásokban: az ’új város’ jelentésű görög Νεόκαστρον / Neokasztron, illetve ennek különböző nyelvi változatai, a szláv Novigrad és az olasz Terra Nuova. Szkander bég életrajzírója, Marin Barleti 16. század eleji latin nyelvű munkájában a 12. század kapcsán Valmes/Valmi néven említette a települést.
Az 1466. évi oszmán hódítás és újraalapítás idején az Ilbaszan (modern török İlbasan) vagy Ilibaszan nevet kapta az erőd, amelynek jelentése ’erős vagy erődített hely; erődítés’. A török név szolgált a modern albán Elbasan / Elbasani etimológiai előzményéül, de ismert elmélet, amely szerint a városnév ugyanarra az *alb tőre megy vissza, amire maga az Albánia országnév.

## Történelem

### Ókor
Az ókor időszámítás előtti évszázadaiban a mai Elbasan vidéke, a Genuszosz (ma Shkumbin) völgye az illírek közé tartozó dasszaréták és az északabbra élő parthinok közötti határt jelölte ki. Az i. e. 168. évi harmadik római–illír háborúval, Illíria római leigázásával az i. e. 2. század második felében megindult az Adriai-tenger partvidékét Büzantionnal összekötő út, a Via Egnatia építése. Ezen létesítettek a mai Elbasan helyén egy mansiót, vagyis állomáshelyet Scampis vagy Scampa néven. Scampis építésének ideje bizonytalan. Az i. e. 1. században a Via Egnatiáról részletesen számot adó Sztrabón nem említette a települést, és a régészeti ásatások is visszaigazolják, hogy a közigazgatásilag immár Dyrrhachiumhoz tartozó vicus csak az i. sz. 1. században rendelkezett letelepült népességgel. Lakosságát részint illírek, részint dyrrhachiumi származású rómaiak alkották, a település életében az Aemilia gens tagjai játszottak vezető szerepet. A 4. században a rómaiak katonai céllal castrumot építettek Scampisban, amely egy egész légió állomásoztatására alkalmas volt; kezdetben a polgári lakosság a castrumon kívüli területen élt. A várost a 4. századtól már olyan térképeken is ábrázolták, mint az Itinerarium Burdigalense (Hiscampis) vagy a Tabula Peutingeriana (Scampis).

### Középkor

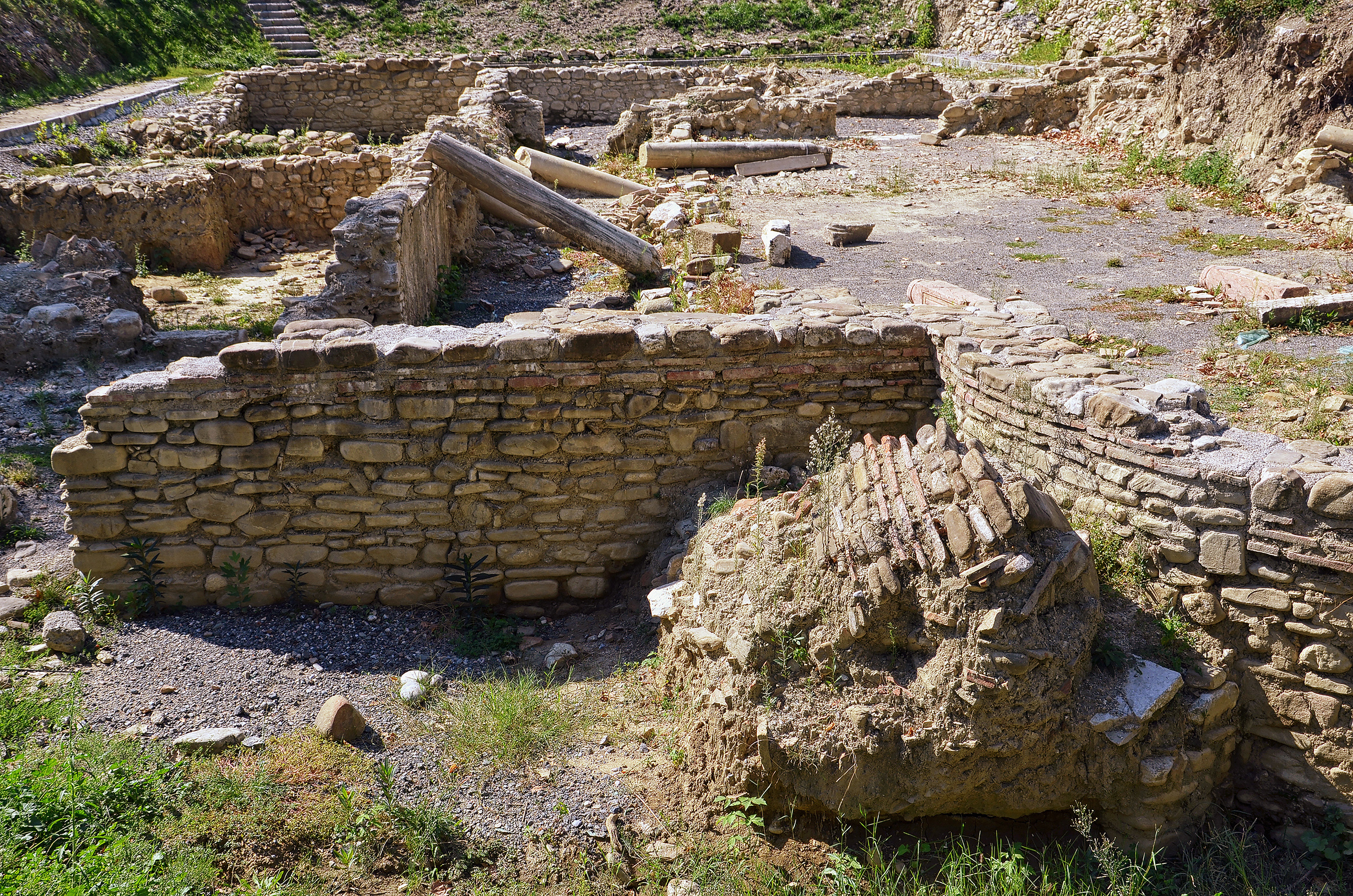
A bezistani bazilika romjai

A Római Birodalom összeomlását követően bizánci fennhatóság alá került Scampis vagy görög nevén Szkampisz feltehetőleg az 5. században püspöki székhely lett. Egy 458-ban I. León bizánci császárhoz intézett levélben említik Artemust, mint a dyrrhachiumi metropóliához tartozó Escampenus püspökét. A castrumtól nyugatra már a 4. században felépült a tepei bazilika, a város legkorábbi ismert ókeresztény temploma. Az eredetileg egyszerű, háromhajós-narthexes épülethez az 5. században exonarthexet és sírkápolnát toldottak, és belső terét is jelentősen átalakították: a főhajó díszes mozaikpadlót kapott, a szentélynél pedig kőikonosztázt és püspöki trónust alakítottak ki. Ez utóbbi, valamint az, hogy az 5. század második felében kialakított sírok egyike Stephanus püspök nyughelye, azt sugallja, hogy a püspöki székhely főtemplomáról lehetett szó. Amikor 519-ben Hormiszdasz pápa követei Scampisban jártak, Trojus püspök a forrásokban Szent Péter-székesegyház néven említett bazilikánál fogadta őket, és ezt a történészek már nem a tepei, hanem a szintén díszes mozaikpadlóval rendelkező bezistani bazilikával azonosítják. A castrum területén, a délnyugati saroktoronynál egy másik kisebb, ókeresztény templom alapjaira bukkantak a régészek, amit az itt talált Arcadius-veretek alapján vélhetően a 4–5. századok fordulóján építettek.
Scampis két évszázados római castrumát I. Iusztinianosz bizánci császár idejében (ur. 527–565) megerősítették, és Szkeminitész néven szerepelt az általa újjáépíttetett Epirus Nova-i erődítések listájában. A falat opus mixtum technikával emelték, azaz a korábbi kőfalat téglasorokkal magasították meg. A 6. századi földrajztudós, Hieroklész munkájában még fontos városként és püspöki székhelyként említette a várost, de ezt követően Scampis fokozatosan elnéptelenedett.
A város kora középkori pusztulása körül sok a kérdőjel. Marin Barleti 16. század eleji krónikájában arról írt, hogy a kelta galaták rombolták le Scampist. Az 5. századi bizánci történész, Malkhosz viszont kortársként arról számolt be, hogy Theuderik keleti gót király 478–479 körül Lükhnisz sikertelen ostroma után nyugatnak tartott, elfoglalta és lerombolta Scampist, amelyet jöttének hírére lakóinak nagy része már korábban elhagyott. Ezt igazolhatja, hogy régészek 5. századi gót kardokat találtak Elbasan területén. Bár a betörések minden bizonnyal súlyosan érinthették a város életét és visszavethették fejlődését, az előzőekben láthattuk, hogy Scampis ekkor még nem néptelenedett el: a 6. században várát megerősítették és fontos püspöki székhelyként volt ismert. A feltételezések szerint a későbbiekben is meg-megismétlődő, elsősorban a szlávokhoz, a bolgárokhoz köthető támadások következtében talán a 7. században, de legkésőbb a 9. században elnéptelenedett a város. A környék piachelye a közeli Shijon lett.
Az elbasani vár területén végzett régészeti ásatások eredményeként megállapították, hogy a 11. századtól kisebb közösség élt a korábban elnéptelenedett erődfalak között. A vidék az 1205 körül megalakult Epiruszi Despotátus területéhez tartozott, majd 1253-tól ismét a Bizánci Birodalom, 1274-től pedig az Anjou Albán Királyság fennhatósága alatt állt. 1368-ban Közép-Albánia nagy részével együtt a nagy hatalmú Topia család birtoka lett. A család feje, Karl Topia 1380–1381 körül újjáépítette a mai Elbasan melletti, shijoni Szent János Vladimír-kolostort, amely egy korábbi földrengésben megrongálódott. 1388-ban bekövetkezett halála után Topiát a kolostorban temették el, a templomból előkerült a teljes vértezetét ábrázoló 14. századi kőfaragvány is. A 14. század végétől a Topiák helyébe lépő, kiterjedt birtokokkal rendelkező Arianiti család lett a Shkumbin-völgy ura.

### Oszmán hódoltság

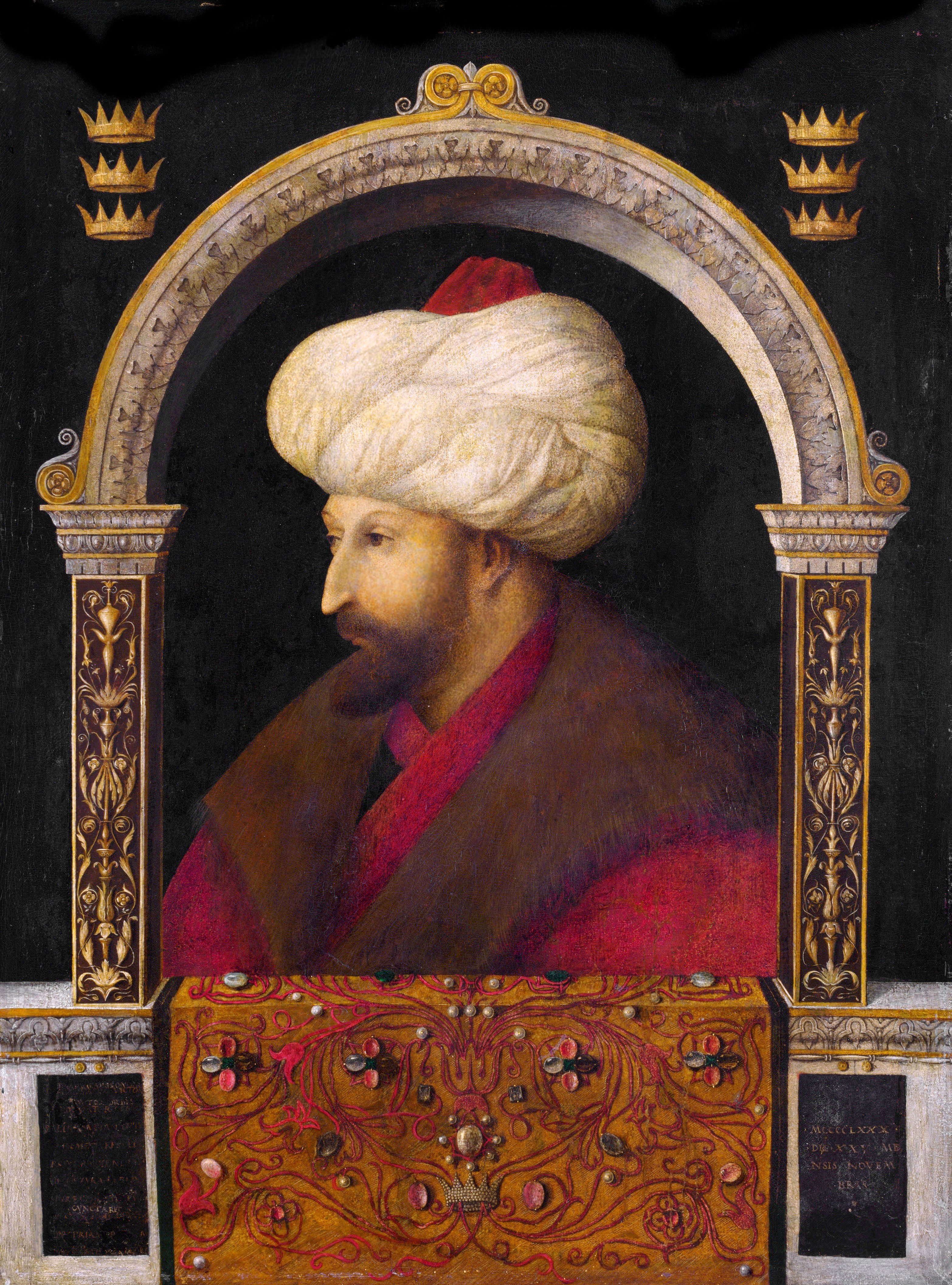
A modern Elbasan alapítója, II. (Hódító) Mehmed (Gentile Bellini, 1480)

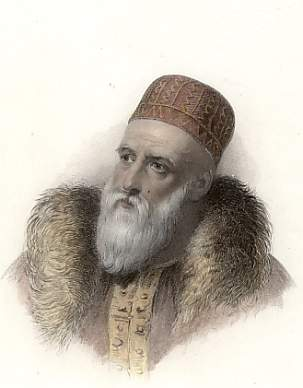
Ali Tepeleni pasa, 1811-től egy évtizeden át Ilbaszan ura (F. Stone, 1837)

A Scampis romjain felépült modern Elbasan története 1466-ban, az oszmán hódítással és újraalapítással vette kezdetét. A Nyugat-Balkánon terjeszkedő Oszmán Birodalom útját álló és albániai hódításait visszaverő Kasztrióta György vagy ismertebb nevén Szkander bég küzdelmeinek végóráiban, 1466-ban II. Mehmed az albán fejedelem sasfészkét, Kruját ostromolta. Két hónapnyi sikertelen próbálkozás után a szultán elhatározta, hogy megteremti albániai hátországát, ahonnan nagyobb hatékonysággal irányíthatja a Szkander bég elleni katonai küzdelmet. Koca Mahmud pasát és 40 ezer emberét bízta meg a feladattal, akik 1466 nyarán kardélre hányták a Scampis ókori falai között élő kisszámú keresztényt, majd egyetlen hónap alatt újjáépítették és számottevően megerősítették az ókori erődfalakat. Az így birtokba vett település az Ilbaszan (modern török İlbasan) vagy Ilibaszan nevet kapta, amelynek jelentése ’erős v. erődített hely; erődítés’. Nem sokkal alapítását követően Szkander bég megkísérelte Ilbaszan bevételét, de kudarcot vallott.
Ilbaszan valóban az oszmán közigazgatás albániai központjává nőtte ki magát történetének első évszázadában. Amikor 1501-ben az albánok lakta területek egésze oszmán fennhatóság alá került, Ilbaszan kormányzójának hatáskörébe kerültek az utolsónak meghódított részek (Scutari, Durazzo vidéke). Az 1534-ben Ilbaszanban járt Benedetto Ramberti itáliai utazó már szandzsákszékhelyként említette a települést. Annyi bizonyos, hogy az 1591. évi közigazgatási reform során létrehozott Ruméliai ejálet hét szandzsákjának egyike az Ilbaszani szandzsák lett, melynek székhelye Ilbaszan volt.
A török hódoltság alatt felvirágzott a város, erőteljes iszlám kultúrával rendelkező fontos kereskedelmi és kézműipari központ, az albán területek egyik legjelentősebb települése lett. Lakossága a 16–17. századok során megötszöröződött, a 17. században 2000 család élt Ilbaszanban. Már e korai évszázadokban megjelentek a különböző nemzetiségek a városban, különösen számottevő volt az itt élő zsidó közösség. Az 1670-ben itt járt Evlija Cselebi „a világ vőlegényének” titulálta a várost, és arról számolt be, hogy számos tudósnak, költőnek és misztikusnak adott otthont. Leírása alapján a várat körbevevő díszes házak mindegyikének tágas, árnyas kertje és szőleje volt, és a várost övező dombokon szőlőt termesztettek. Cselebi szerint negyvenhat mecset és egy hatalmas halveti tekke (derviskolostor) működött a városban, más forrásokból pedig azt tudjuk, hogy albán földön itt jelentek meg először a bektásik. A város híres nagybazárjában a 17. század végén 900 kézműves és kereskedő kínálta portékáit az arra járóknak és a vasárnaponkénti sokadalomnak, különösen nevezetesek voltak termékeikről az ilbaszani aranyművesek és fegyverkovácsok. Nem kevesebb, mint negyvenöt céh működött a városban, a legkorábbi ismert céhet a cserzővargák alapították 1658-ban. Ugyancsak a 17. században épült két fürdő is a városban: az egyik a vár délnyugati szomszédságában ma is látható Bazári-hamam, a másik pedig a vár falain belül épült Szinan pasa hamam.
Az 1770-es években a saját pasalikjának kiépítésén munkálkodó iskodrai szandzsákbég, Mehmed Bushatlliu pasa vonta fennhatósága alá az Ilbaszani szandzsákot. Az 1800-as évektől a Dél- és Közép-Albánia nagy részét, 1811-ben Ilbaszant is uralma alá hajtó Ali Tepeleni pasa fenyegette a meggyengült Oszmán Birodalom területi integritását. Legyőzése után tíz évvel, 1832-ben Resid Mehmed pasa, a szultán nagyvezíre parancsára leszerelték és részben lerombolták az ilbaszani erődöt. Az 1835-ben kirobbant albán felkeléshez Elbasan lakossága is csatlakozott.
Ilbaszan a 19. század közepén itt járt nyugati utazók – Edward Lear (1848) és Edmund A. Spencer (1850) – beszámolói szerint továbbra is gazdag városnak számított, bár 16–17. századi dominanciáját az albán területek városai sorában eddigre elveszítette. Elsősorban központi elhelyezkedése kedvezett fejlődésének: a várost átszelte az egykori Via Egnatia helyén futó, az Adriai-tengert Szalonikival összekötő út, valamint a Tirant (Tirana) Arnavud Belgradon (Berat) keresztül Avlonyával (Vlora) és Janinával (Joánina) összekapcsoló karavánút. Tehetős kereskedőrétege mellett az albán feudális földbirtokosréteg, a „bejvilág” egyik meghatározó központja volt, tizennyolc muszlim és tíz keresztény negyeddel. Az 1879-ben életbe lépett közigazgatási reform után a Peklin és Gramsi körzetét, a Çermenika vidékét is magában foglaló Ilbaszani szandzsák a Manasztiri vilajet legkeletibb közigazgatási egysége lett. A város lakossága egyes források szerint 5 ezer (1876) és 8 ezer (1880-as évek) között mozgott. A város bazárja 1842-ben 580, 1888-ban 730 üzletnek és műhelynek adott otthont.

### Függetlenségi küzdelmek
Elbasan lakossága, dacára annak, hogy a város a konzervatív, a Portához hű földesurak és az iszlám kultúra albániai fellegvára volt, kivette a részét a 19. század végén kibontakozó albán függetlenségi mozgalomból. A 19–20. század fordulóján továbbra is a legjelentősebb albán települések közé számított, lakossága 1912-ben már 10 ezer körüli volt. Az elbasani értelmiségiek elsősorban békés módszerekkel az albán oktatás ügyéért szálltak síkra, de erőszakosabb megmozdulásokban sem volt hiány. 1905 májusában a helyiek elkergették a mutesarifot és a csendőrparancsnokot, a szultán csak a katonaság bevetésével tudta visszaállítani őket hivatalukba. 1907-ben más albán városok lakóihoz hasonlóan az elbasaniak is lázongtak az isztambuli kormány reformjai ellen. Az 1908-as ifjútörök forradalom után Lef Nosi állt a helyi nemzeti mozgalom élére: hazafias egyesületet szervezett, majd 1910-től szerkesztette és kiadta a város első albán nyelvű folyóiratát, a Tomorri című hetilapot.

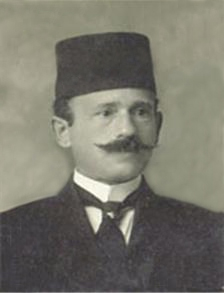
Lef Nosi

A korszak politikai és közművelődési szempontból egyaránt egyik legjelentősebb eseménye az 1909-es elbasani kongresszus volt. A szeptember 2. és 9. között lezajlott eseményen harmincöt albán értelmiségi jelent meg főként Dél- és Közép-Albániából azzal a céllal, hogy megvitassák az albán nyelvű közoktatás helyzetét. Egyfelől jóváhagyták az előző évi manasztiri kongresszus döntését a latin betűs albán ábécé bevezetéséről, másfelől elkötelezték magukat a tanítóképzés intézményi kereteinek megteremtése mellett. Törekvéseiket siker koronázta, az első albán tannyelvű Tanítóképezde (Shkolla Normale) Elbasanban nyitotta meg kapuit 1909. december 1-jén, első igazgatója Luigj Gurakuqi lett, tanárai között volt Sotir Peci és Hafiz Ibrahim Dalliu. Az eredmények ellenére az elbasani kongresszus utóhatása nem volt zökkenőmentes. A latin betűs albán ábécé bevezetése ellen tiltakozva 1910 februárjában az elbasani hodzsák fellázították a helyi lakosságot, de keresztény és muszlim résztvevőkkel 7 ezres ellentüntetés alakult ki, ami elejét vette a további tiltakozásoknak. A Tanítóképezde sorsa sem alakult kedvezően: az anyagi nehézségek mellett 1910 második felében az ifjútörök kormány iszlámellenességre hivatkozva betiltatta az iskolát, valamint az albán nyelvű Tomorri hetilapot, emellett a város és az iskola szervezésében oroszlánszerepet vállaló Lef Nosit rövid időre száműzték. (Az iskola később folytatta működését, 1921-től mint középfokú, 1971-től mint felsőfokú tanintézet, jogutódja napjainkban az elbasani Aleksandër Xhuvani Egyetem.)

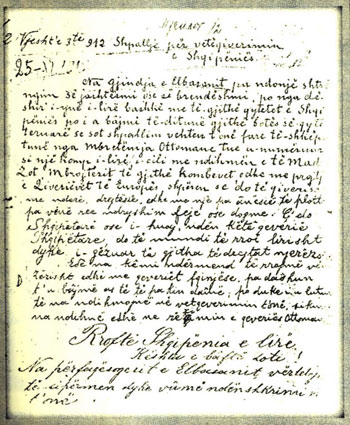
Az elbasani függetlenségi nyilatkozat

Az 1912-es albán felkelés során a városban működött az oszmán hadi törvényszék, amely többek között Hafiz Ibrahim Dalliu, Fuat Toptani és Refik Toptani felett ítélkezett. Az 1912. szeptember 25-én kitört első Balkán-háború során az Oszmán Birodalom albán lakta területeit lerohanó Szerbia és Görögország hadseregei november közepére elvágták az albán vidékeket a birodalom többi részétől. A lépéskényszerbe került albán vezetők a függetlenséget kikiáltandó nemzetgyűlést szerveztek, amelynek lehetséges helyszínéül Elbasan is felmerült, ahol a hónap során nemzeti szervezőbizottság is alakult. A függetlenség kikiáltására végül az 1912. november 28-án kezdődő vlorai nemzetgyűlésen került sor, annál is inkább, mert a szerb hadsereg november 25-én elfoglalta Durrëst, és továbbnyomult a Shkumbin völgye felé. Az elbasani városvezetők – Aqif Elbasani, Shefqet Vërlaci és mások – még aznap közös függetlenségi nyilatkozatot írtak alá, november 26-án pedig felvonták az albán lobogót városukban, majd elkergették a mutesarifot Elbasanból. Ezt a politikai aktust némileg zárójelbe tette, hogy a szerb katonaság már Elbasan közelében járt, és november 28-án el is foglalta a várost. Az aznap megkezdődött, a függetlenség kikiáltásával és az első nemzeti kormány felállásával záruló vlorai nemzetgyűlésen Elbasan képviseletében Shefqet Dajiu, Qemal Karaosmani és Lef Nosi jelent meg. A vlorai függetlenségi nyilatkozatot a szintén elbasani Dervish Biçakçiu is aláírta, de vélhetően csak utólag, mert a dokumentum elkészültekor nem tartózkodott Vlorában. Egyes források szerint Midhat Frashëri is Elbasan képviseletében volt jelen a vlorai nemzetgyűlésen és szignózta a nyilatkozatot.
Az európai nagyhatalmak követelésére és a háborút lezáró londoni egyezmény 1913. május 30-ai aláírása után, 1913. április 20-án a szerbek kivonultak Elbasanból. A város a Qemali-kormány fennhatósága alá került, és Ismail Qemali megbízásából Aqif Elbasani pasa látta el a városvezetői feladatokat. A pasa bár névlegesen elismerte a vlorai kabinet fennhatóságát, sok tekintetben önállósította magát az egyébként is gyenge kezű Qemali-kormánytól, és részlegesen független hatalmi centrumként kormányozta Elbasan vidékét. A városnak és környékének 1913 folyamán nem várt nehézségekkel kellett szembenéznie: a londoni döntéssel az új Albánia határain túlra került dibrai és koszovói albánok 120 ezret meghaladó tömege hagyta el otthonát. Közép-Albániát elárasztották a menekültek, csak az egykori Ilbaszani szandzsák területén 60 ezerre rúgott a hajlékot és megélhetést kereső albánok száma. A következő évben, az albán–görög határkérdést rendező firenzei egyezmény következményeként 1914-ben további 300 ezer délalbán menekült az anyaországba, és telepedett le Vlora és Elbasan régióiban. Csak Elbasan városának lakossága mintegy 4 ezer fővel felduzzadt.

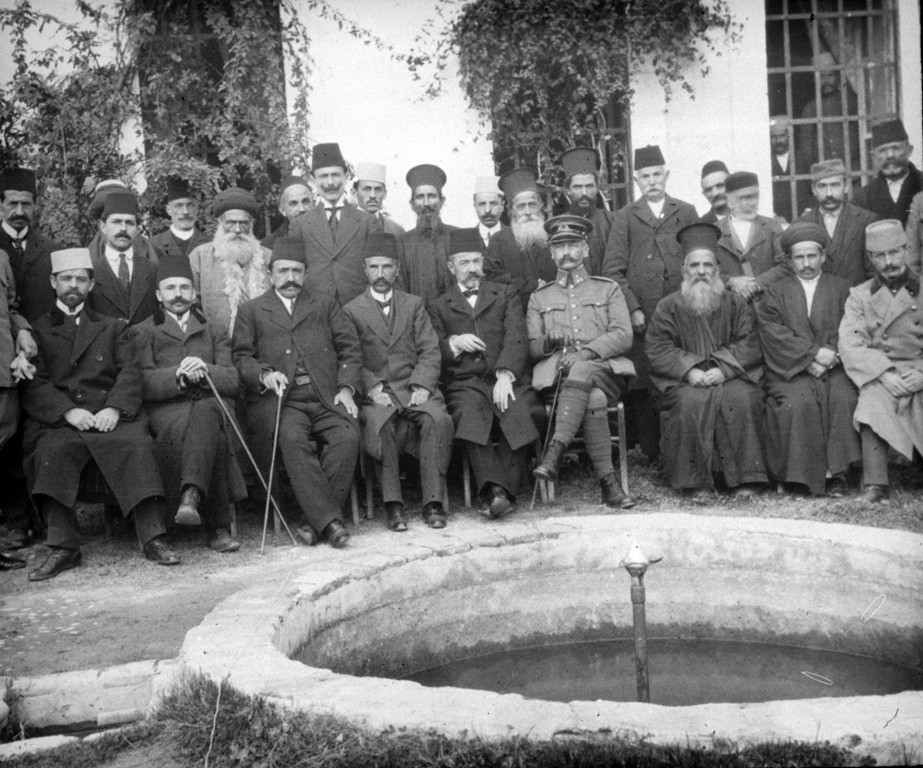
Elbasani notabilitások csoportja 1913 decemberében. Az ülő sorban balról a második Lef Nosi, az ötödik Aqif Elbasani, balján egyenruhában a Nemzetközi Csendőrség holland parancsnoka, Willem de Veer tábornok

Mindeközben tartós belpolitikai válság rázta meg Albániát: a Qemali-kormány „erős embere”, Esat Toptani 1913 szeptemberében ellenkormányt alakított és Durrës székhellyel kikiáltotta a Közép-albániai Köztársaságot. Elbasan nem csatlakozott a szakadár államalakulathoz, de Toptani megkísérelte hatalmi centrumához csatolni a Shkumbin-völgyi várost. Általa felfegyverzett bandák garázdálkodtak a régióban, a város életét különösen megkeserítette egy bizonyos Dervish bég, aki 300 emberével az Elbasan északi szomszédságában fekvő Godoleshba vetette be magát. 1914 januárjában a Qemali-kormány szükségállapotot hirdetett Elbasanban, egy héttel később pedig a csendőrök felszámolták Dervish bég bandáját, jóllehet más szakadár fegyveres csoportok a Shkumbin-völgyében és a Çermenikában továbbra is folytatták szórványos tevékenységüket. Vilmos fejedelem 1914. március 7-én elfoglalta az Albán Fejedelemség trónját. A május 21-én kitört, végül a bukásához vezető közép-albániai felkelés lázadói június 24-én kézre kerítették Elbasant is, de a hónap során már megelőzőleg is feldúltak több Elbasan vidéki földbirtokot.

### Első világháború
Az Albán Fejedelemség 1914. szeptemberi összeomlása után ismét Esat Toptani ragadta magához a hatalmat Albánia középső területein. 1914. november 23-án Toptani-ellenes felkelés tört ki, amelynek egyik vezetője az elbasani Qamil Haxhi Feza volt. A felkelők által megalakított Krujai Unió 1915 februárjában Elbasanban elhatározta egy nemzetgyűlés szervezését, amelyen Vilmos fejedelem visszatérését készítették volna elő, és bár a Német Császárság támogatta a tervet, az Osztrák–Magyar Monarchia ellenkezésén megbukott a kezdeményezés. Időközben az első világháború katonai eseményei is egyre súlyosabban érintették Albániát. A Közép-Albánia nagy részét elfoglaló szerb hadsereg 1915. június 12-én elfoglalta Elbasant. 1915. december 10-étől a Bolgár Cárság gyakorolt egyre nagyobb nyomást az albán földön állomásozó szerb csapatokra, és a bolgár 23. gyalogezred egyik alakulata, bizonyos Szerafimov kapitány vezetésével végül 1916. január 29-én vonult be Elbasanba.

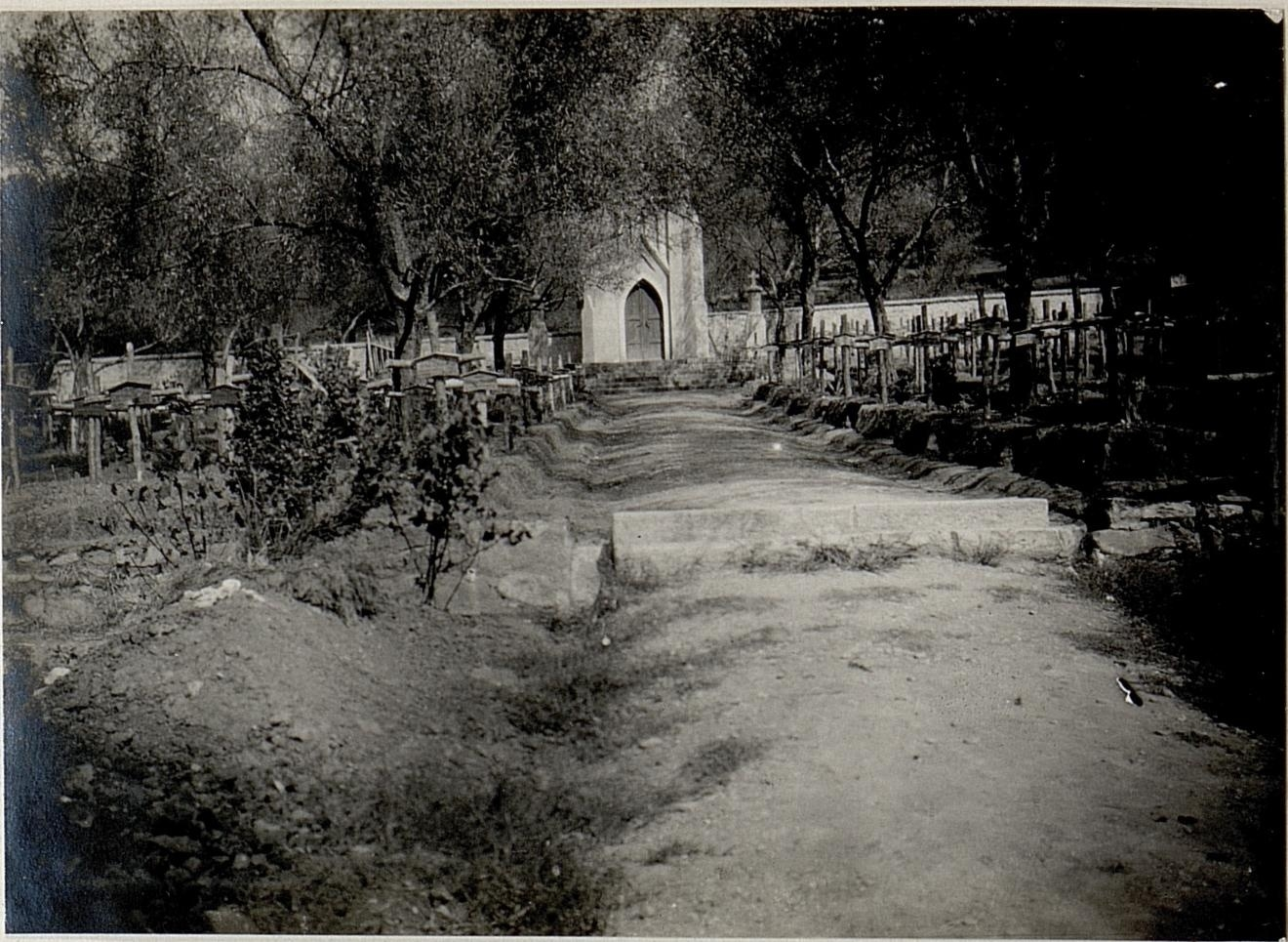
Katonai temető Elbasanban az első világháború éveiben

A helyzetet kihasználva a fiatal, ambiciózus Mat-vidéki törzsfő, Amet Zogolli – a később I. Zogu néven uralkodó király – emberei élén Elbasanba ment, és rövid tárgyalás után Szerafimov átengedte neki a város polgári igazgatását. Mind Bulgária, mind a vele szövetséges Monarchia ezzel a lépéssel igyekezett megnyerni magának a befolyásos Zogollit, aki azonban ezt követően a Monarchia érdekeivel szemben álló terv végrehajtásába fogott. Szűkebb elbasani köréhez tartozott Aqif Elbasani, Midhat Frashëri, Lef Nosi, Selahedin Blloshmi és Leon Ghilardi kapitány, akikkel Vilmos fejedelem visszatérésén kezdtek munkálkodni. Február 18-án Zogolli elnökletével egy szervezőbizottságot állítottak össze, amely arra kapott mandátumot, hogy az albánok lakta területek és a diaszpóra küldötteinek részvételével a fejedelem visszatérését előkészítő nemzetgyűlést szervezzen Elbasanban. Ezzel egy időben felkérték Aqif Elbasanit, aki a fejedelmet szolgáló 1914-es Përmeti-kormányban a bel- és hadügyi tárcát vezette, hogy alakítson ideiglenes kormányt, amelynek tagjai között volt Midhat Frashëri, Luigj Gurakuqi, Kara Seit és Lef Nosi is. Március 3-án megszületett a döntés arról, hogy a nemzetgyűlést március 18-án nyitják meg, majd az elbasani polgármester, Xhafer Hilmi Dardha javaslatára Vilmos trónra lépésének második évfordulóján, 1916. március 7-én ünnepségeket tartottak Elbasanban és Tiranában is. Az ország északi részébe már az év elején bevonult Osztrák–Magyar Monarchia azonban továbbra sem nézte jó szemmel a kezdeményezést. Március elején hadseregük megszállta Durrëst, majd a hónap közepén Elbasant is. Az addig a város felett katonai fennhatóságot gyakorló bolgár hadsereg készségesen délebbre vonult. Ezt követően az osztrák–magyar hadsereg által megszállt területeken, így Elbasanban is, betiltották a politikai gyűlések minden formáját. Emellett további óvintézkedésként az osztrák–magyar helyőrségparancsnok koleraveszélyre hivatkozva elrendelte, hogy karantént vonjanak a város köré, amelyet csak március utolsó dekádjában oldottak fel, amikorra a 18-ára meghirdetett nemzetgyűlés már bizonyosan meghiúsult. Végül az Aqif Elbasani vezette ideiglenes kormány 1916. április 14-én lemondott, Zogollit pedig a megszálló hatóságok Bécsbe internálták.
1916 júniusában a Monarchia megszilárdította albániai pozícióit, megszállásának déli határa a Shkumbin völgyében, az Elbasan–Pogradec-vonalon húzódott. Egészen 1918. október 7-éig voltak a város urai, amikor az olasz katonaság vonult be Elbasanba.

### A két világháború között

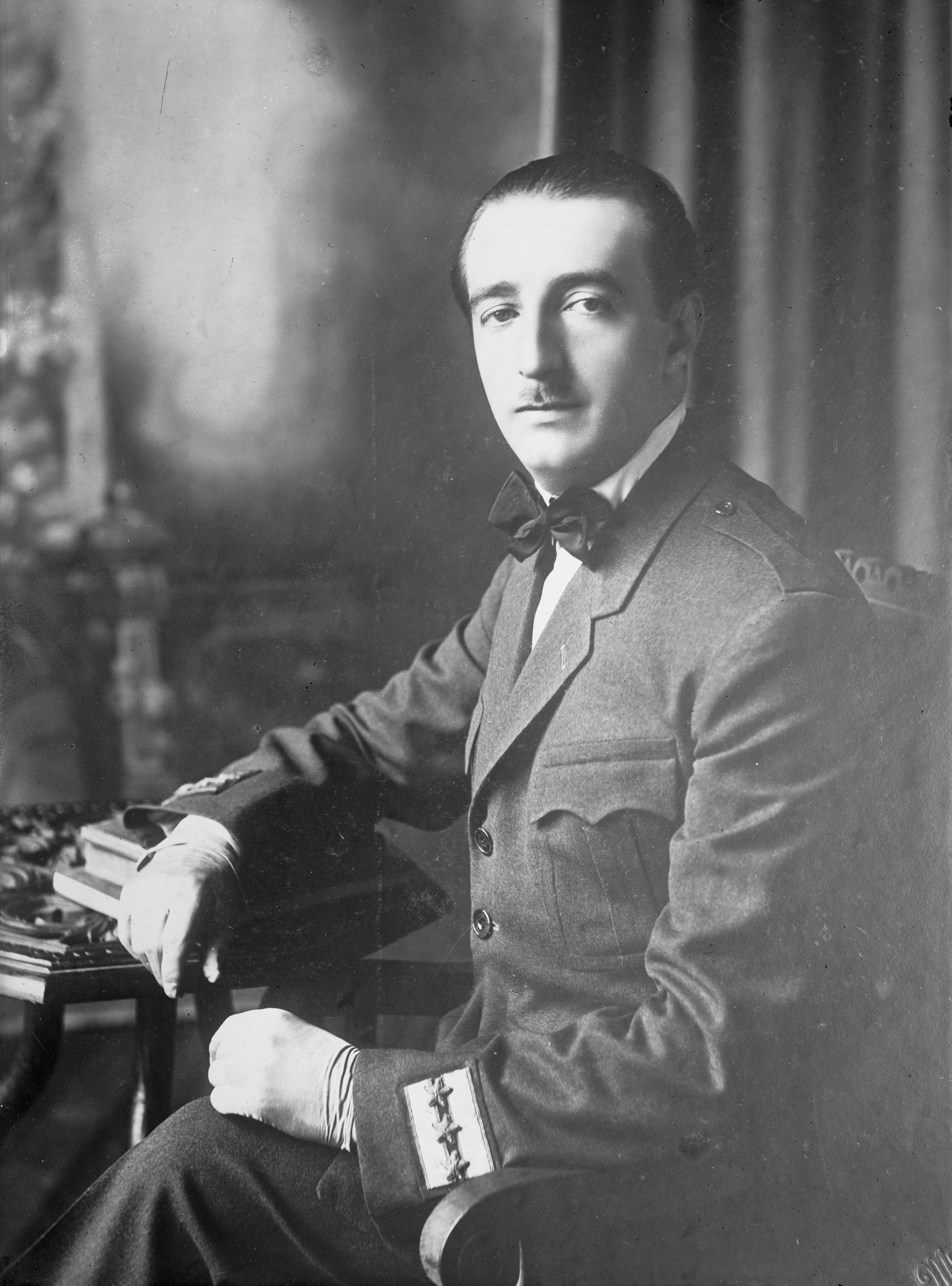
Amet Zogolli immár I. Zogu albán királyként

Az első világháborúban káoszba süllyedt, széthullott Albánia az 1920-as lushnjai kongresszust követően folytatta buktatókkal terhes állami életét. A Pandeli Evangjeli vezette kormány lemondatása utáni alkotmányos válság időszakában, 1921. december 7-én az ellenzéki nemzetgyűlési képviselők egy nagyobb csoportja a katonaság egy részének támogatásával Elbasanba ment, hogy ott az új Prishtina-kabinettel szemben állást foglaló alkotmányozó nemzetgyűlést hívjanak össze, és a fegyveres ellenállást szervezzék. Minderre azonban már nem került sor, miután Amet Zogolli fegyveresei élén helyreállította a rendet, és december 22-én a szervezkedő képviselők is visszatértek Elbasanból Tiranába. A hatalmat ezt követően ténylegesen Zogolli gyakorolta, diktatórikus kormányzása azonban elégedetlenséget szült, és 1922. március 2-án Bajram Curri vezetésével a lemondását követelő fegyveres felkelés tört ki Észak-Albániában. Curri szövetségese, Elez Isufi harcosai élén Tirana felé vonult, és március 8-án be is hatolt a fővárosba. A nemzetgyűlési képviselők nagy része, az Ypi-kormány miniszterei, valamint a régenstanács tagjai már ezt megelőzően, a felkelők támadásának hírére Elbasanba tették át a székhelyüket. A kabinetből egyedül Zogolli maradt a fővárosban, hogy Tirana katonai védelmét személyesen felügyelhesse. A választás – közelsége és központi elhelyezkedése mellett – azért esett Elbasanra, mert a város ebben az időszakban Zogolli és a mögötte álló konzervatív földesúri réteg feltétlen támogatójának számított. A felkelést Zogolli március 11-én leverte, és az állami szervek visszatérhettek Elbasanból Tiranába.
Bár a júniusi forradalom előzményeként 1924 tavaszán Elbasanban is sor került demonstrációkra, 1936. október 16-án pedig I. Zogu-ellenes tüntetésekre került sor a város utcáin, az elkövetkező évek viszonylagos nyugalommal teltek Elbasan életében. Az 1930-ban emigrációjából hazatérő Ali Kelmendi – Korça, Kruja és Vlora mellett – Elbasanban is megszervezte az első kommunista sejtet. A lassú fejlődés jeleként 1923-ban felépült a prefektúra, 1926-ban a városháza épülete, 1933 júliusában ünnepélyesen felavatták a modern Tirana–Elbasan-utat, 1934-ben bevezették a közvilágítást, 1938 szeptemberére pedig a vezetékes ivóvíz is elérhetővé vált a városban. 1932-ben Elbasanban nyílt meg az ország egyik első közkönyvtára, amely 1935-ben saját épületébe költözhetett, ugyanabban az évben, amikor felépült a város első korszerű szállodája, a Hotel Moderno is, 1936-ban pedig megnyílt a Nemzeti Mozi (Kinema Nacional). Az 1930-as években korszerűsítették a város belső útjait, és ekkor került sor a gyakran kiöntő Zaranika-patak árvízvédelmi szabályozására is. 1939-ben a 250 hektáron elterülő, kertekkel és gyümölcsösökkel tarkított Elbasannak már 14 ezer lakosa volt, szemben az 1912-es 10 ezerrel.

### Második világháború

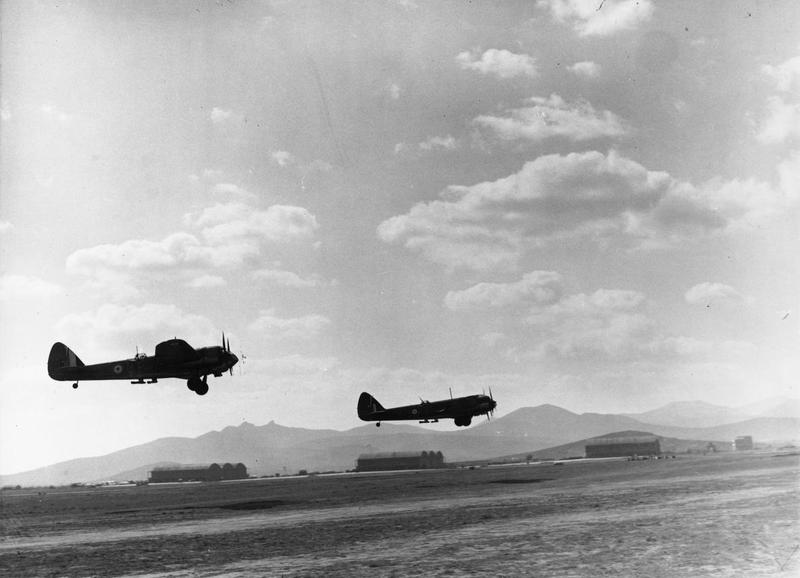
A Brit Királyi Légierő albániai bevetésre induló bombázói (Elefszína, Görögország)

1939. április 7-én az Olasz Királyság hadserege lerohanta Albániát. A fővárost elhagyó kormány hivatalosan is Elbasanba helyezte át székhelyét, az uralkodó, I. Zogu és az állami vezetők menekülési útvonala is a Shkumbin menti városon keresztül vezetett. Az olaszok már az offenzíva másnapján, április 8-án bevonultak Elbasanba. Április 21-én a város szülötte, Shefqet Vërlaci vezetésével alakult meg a függetlenségét vesztett Albánia első kollaboráns bábkormánya. Az olasz–görög front 1940 őszi kialakulása után a Mario Vercellino tábornok parancsnokolta 9. hadsereg Elbasanban rendezte be főhadiszállását. A kezdeti olasz sikerek után 1940 novemberében megfordult a hadi szerencse, és a görög hadsereg albán területre lépve nyomta vissza Elbasan irányába az olaszokat. Ebben helyi albán fegyveres gerillacsapatok is segítették a görögöket, illetve a Brit Királyi Légierő (RAF) nyújtott légi támogatást. A RAF először 1940. november 24-én bombázta Elbasant, és 1941. március 31-éig hozzátartoztak az elbasaniak életéhez a gyakran heti rendszerességgel a város fölé repülő brit bombázók. Noha az olaszok már 1940. november 25-én megkezdték a felkészülést Elbasan evakuálására, erre végül nem került sor, 1941. március 12-én pedig maga a Duce, Benito Mussolini is látogatást tett az elbasani főhadiszálláson és a helyszínen tájékozódott az új hadseregparancsnoktól, Alessandro Pirzio Birolitól. Az olasz–görög háborúnak a Wehrmacht katonai beavatkozása, Görögország 1941. április 23-ai kapitulációja vetett véget.
Az olasz megszállók azonban nem nyugodhattak meg: 1941 tavaszán a város körzetében megélénkültek a pezai Myslim Peza gerillacsapatának támadásai. Először március végén vertek szét egy Elbasanból Tiranába haladó olasz konvojt, 1942. augusztus 20-án és 28-án pedig újabb sikeres akciókat hajtottak végre katonai menetoszlopok ellen. 1942 szeptemberétől Abaz Kupi gerillái is csatlakoztak az Elbasan környéki fegyveres ellenálláshoz. 1942. november 9-én elbasani diákok antifasiszta tüntetést szerveztek a város utcáin, az ezt követő megtorlások során nyolcvan fiatalt tartóztattak le az olasz hatóságok. Elbasan eddigre kivívta magának a „megbízhatatlan város” címét a megszállók körében; ennek egyik jele lehetett, hogy 1943. június 20-án mindennemű magyarázat nélkül az olaszok háromnapos kijárási tilalmat rendeltek el a városban, kétszáz elbasani lakost letartóztattak és Porto Romanóba deportáltak. Az egyik lehetséges ok az lehetett, hogy előzőleg a helyiek meggyilkoltak két, olasz zsoldban lévő albán ügynököt.
Olaszország kapitulációja után a Harmadik Birodalom hadserege szállta meg Albániát. 1943. szeptember 10-én vonultak be Elbasanba, és ott rendezték be albániai főhadiszállásukat. Az addigi gerillatevékenység mellett ekkor az Albán Kommunista Párt irányította Nemzeti Felszabadítási Mozgalom is csatlakozott a megszállók elleni harchoz, és Elbasan vidékét a fegyveres ellenállás egyik közép-albániai központjává tette. A Kadri Hoxha irányította elbasani partizánalakulat érzékeny veszteségeket okozott a németeknek, de maguk is számos veszteséget szenvedtek el. Végül a kommunisták a visszavonuló nácik nyomában 1944. november 11-én foglalták el Elbasant. A Beratból a szintén felszabadított Tiranába tartó, 1944. november 28-án Elbasanban pihenőt tartó kommunista vezetők, köztük Enver Hoxha életében először fordult elő, hogy nem rejtőzködve, konspirálva városszéli házakban, hanem az elbasani Hotel Modernóban szálltak meg.

### A kommunizmus és demokrácia évtizedei
A pártállami korszakban beindult Elbasan nagy léptékű iparosítása. Ezekben az évtizedekben egyebek mellett konzervgyár, fafeldolgozó üzem, cementgyár települt a városba, de nagy hangsúlyt helyeztek a városkörnyéki rizs- és dohánytermesztés fejlesztésére is. A legmonumentálisabb ipari beruházás A Párt Acélja Kohászati Kombinát volt, amely 1978-ban kezdte meg a termelést, a hengereltacél-termékek, acélcsövek és -lemezek, drótok és kábelek, szerszámacél és rozsdamentes acél gyártását. Bár tervezett kapacitását soha nem érte el, az ország legnagyobb nehézipari létesítményeként 10-12 ezer embernek adott munkát. A mamutberuházás meggyorsította az elbasani vasút ügyét is, és az 1950-ben átadott (Durrës–)Peqin–Elbasan-vasútvonalat 1974-ig Prrenjasig hosszabbították meg. Mindez hozzájárult ahhoz, hogy az 1945-ben 15 ezer lakosú Elbasan négy évtized alatt 78 ezres iparvárossá fejlődött, az óváros körül lakótelepnegyedek épültek.
Az albániai rendszerváltás előestéjén, 1990. december 11-e után – más albán nagyvárosokhoz hasonlóan – több napon át tartó tüntetések és zavargások törtek ki Elbasanban. A helyiek kővel verték ki a kormányzati épületek ablakait, élelmiszerraktárakat fosztottak ki, rendőrautókat és üzleteket gyújtottak fel, az elbasani fiatalok a rendőrséggel is összecsaptak. Az 1991-es rendszerváltást követően a termelőüzemek egy része bezárt, különösen érzékenyen érintette az elbasaniakat A Párt Acélja Kohászati Kombinát bezárása. A magas munkanélküliség mellett a városvezetésnek a kommunista nagyipar után maradt elszennyezett környezettel is meg kellett küzdenie. Az 1997-es piramisjáték-válság során 1997. június 20-án felfegyverzett elbasaniak kifosztották a város dohánygyárát.

## Gazdaság
2012-ben Elbasan megyében az egy főre vetített GDP 346 054 lek – 2012. december 31-ei árfolyamon számolva 3277 amerikai dollár – volt, ami jóval alatta maradt az országos mutatónak (460 436 lek, 4360 amerikai dollár). Ugyanakkor a megye relatíve magas népességszámának köszönhetően a nemzeti össztermék 7,9%-át a itt állították elő, amivel negyedik helyen állt az albániai megyék sorában. A több évszázados kereskedővárosban a 20. század iparosítási intermezzója után, a 21. században ismét a szolgáltatóipar, különösen a kereskedelem a legjövedelmezőbb és a legtöbb alkalmazottat foglalkoztató szektor. A rendszerváltással jelentősen visszaesett ipari termelés azonban súlyos problémákat hagyott maga után a foglalkoztatás területén, és a munkaképes korú lakosságnak még 2001-ben is 22,6%-a munkanélküli volt. A folyamatosan erősödő gazdaság ellenére a helyzet ezen a téren romlik: 2011-ben már 32,1%-os volt Elbasan munkanélküliségi rátája, a nőket pedig különösen érzékenyen érintette a foglalkoztatás hiánya (36,3%). Az adatok tükrében nem meglepő, hogy 2011-ben Elbasan község háztartásainak 13%-a rendszeres szociális segélyben részesült, további 8%-a pedig külföldön dolgozó családtag juttatásaiból élt. Aktív pénzkereső csupán a háztartások 50%-ában élt.
|  | A grafikon jelenleg technikai problémák miatt nem áll rendelkezésre. |

|  | A grafikon jelenleg technikai problémák miatt nem áll rendelkezésre. |

### Mezőgazdaság
| Fontosabb növények vetésterülete Elbasan községben (2015) | Fontosabb növények vetésterülete Elbasan községben (2015) | Fontosabb növények vetésterülete Elbasan községben (2015) | Fontosabb növények vetésterülete Elbasan községben (2015) | Fontosabb növények vetésterülete Elbasan községben (2015) |
| --------------------------------------------------------- | --------------------------------------------------------- | --------------------------------------------------------- | --------------------------------------------------------- | --------------------------------------------------------- |
| Növény                                                    |                                                           |                                                           |                                                           | hektár                                                    |
| Takarmánynövények                                         | Takarmánynövények                                         |                                                           | 5685,0                                                    | 5685,0                                                    |
| Gabonafélék                                               | Gabonafélék                                               |                                                           | 1798,1                                                    | 1798,1                                                    |
| Zöldségfélék                                              | Zöldségfélék                                              |                                                           | 650,3                                                     | 650,3                                                     |
| ebből burgonya                                            | ebből burgonya                                            |                                                           | 311,0                                                     | 311,0                                                     |
| Bab                                                       | Bab                                                       |                                                           | 293,0                                                     | 293,0                                                     |
| Ipari növények                                            | Ipari növények                                            |                                                           | 220,0                                                     | 220,0                                                     |
| Dohány                                                    | Dohány                                                    |                                                           | 220,0                                                     | 220,0                                                     |
|                                                           |                                                           |                                                           |                                                           |                                                           |

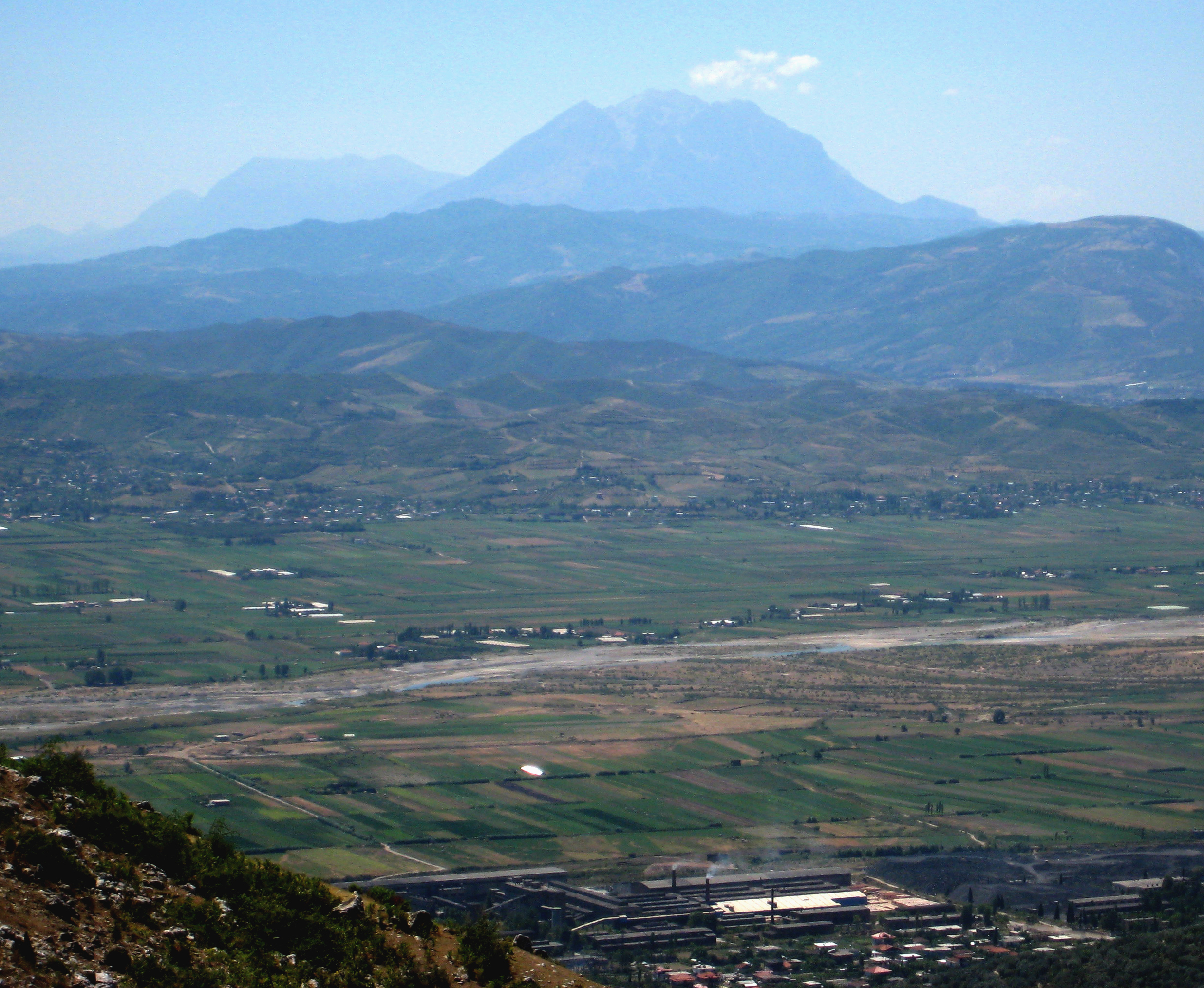
Az Elbasani-sík szántóföldjei, az előtérben A Párt Acélja Kohászati Kombináttal

A város környéki széles folyóvölgyben, az Elbasani-síkon az 1930-as években főként olajbogyó-termesztés folyt, a kommunizmus évtizedeiben pedig a város konzervgyárát ellátó zöldség és gyümölcs mellett főként a rizs- és a dohánytermesztésre helyezték a hangsúlyt. Az állami kontroll fellazulásának első jeleként 1990-ben engedélyezték először állattartó magánvállalkozások alapítását Elbasan vidékén. A rendszerváltást követően a növénytermesztés területén továbbra is a dohány maradt Elbasan vidékének fő kultúrnövénye, az 1990-es évek második felében évi 60 ezer tonna hozammal, a 2000-es évektől azonban termesztése visszaesett. A legjelentősebb szántóföldi kultúra az állattartás (szarvasmarha, baromfi, juh, kecske) szolgálatában álló takarmánynövények (főként kukorica) termesztése (107 120 t, 2014), amit vetésterület és termésmennyiség tekintetében egyaránt a gabona- (6490 t) és a zöldségfélék (15 610 t) követnek, valamint fellendülőben van a gyümölcs- (5860 t), az olajbogyó- (1890 t), a citrus- (980 t) és a szőlőtermesztés (780 t) is. A 2010-es években megyei és községi szinten egyaránt az állattartás irányába látszik elmozdulni a mezőgazdaság szerkezete, Elbasan községben főként a tejhasznú szarvasmarha-tenyésztés és a tojástermelés jelentős, emellett a megye méztermelésének 87%-át Elbasan közvetlen környékén állítják elő. A hús- (2420 t) és gyapjútermelés (391 t) volumene megyei és országos összehasonlításban is elhanyagolható. Az Elbasan községben megtermelt mezőgazdasági javak közül a zöldség, gyümölcs és tej egy része exportra kerül. Bár a fieri és korçai régiók mellett az ország egyik legfontosabb agrárvidéke, a mezőgazdasági termelés nehezen lép túl az önellátás szintjén. Ehhez nagyban hozzájárult a termőföldek ipari elszennyezettsége, az öntözőrendszer és a gépesítés elégtelensége, a vidéki lakosság elvándorlása, az elaprózódott földeken magas költségek mellett folyó termelés és a felvevőpiac hiánya. Ez utóbbit enyhítendő 2014 júliusában korszerű termelői piacot adtak át Elbasanban. A 2010-es évek közepére már jelentős bevételnövekedést mértek a helyi gazdálkodók körében, noha még mindig az önellátó háztáji gazdaságok alkották a termelőegységek 31%-át.

### Kézműipar és ipar
| Az elbasani bazár kereskedelmi egységeinek száma | Az elbasani bazár kereskedelmi egységeinek száma | Az elbasani bazár kereskedelmi egységeinek száma | Az elbasani bazár kereskedelmi egységeinek száma | Az elbasani bazár kereskedelmi egységeinek száma |
| ------------------------------------------------ | ------------------------------------------------ | ------------------------------------------------ | ------------------------------------------------ | ------------------------------------------------ |
|                                                  |                                                  |                                                  |                                                  |                                                  |
| 17. sz. vége                                     | 17. sz. vége                                     |                                                  | 900                                              | 900                                              |
| 1842                                             | 1842                                             |                                                  | 580                                              | 580                                              |
| 1888                                             | 1888                                             |                                                  | 730                                              | 730                                              |
| 20. sz. eleje                                    | 20. sz. eleje                                    |                                                  | 800                                              | 800                                              |
|                                                  |                                                  |                                                  |                                                  |                                                  |

A város a török hódoltság évszázadai alatt virágzó kereskedelmi és kézműipari központ volt. Bazárja az egyik legnagyobb volt az albánok lakta területeken, amelyet 1935–1936 felújítottak és tovább bővítettek, de az 1970 és 1972 közötti évek városrendezése során a hatóságok földig romboltatták. A 17–19. században különösen nevezetesek voltak az elbasani fegyverművesek, a 19–20. századok fordulóján 30 fegyverkovács és puskakészítő dolgozott a városban.

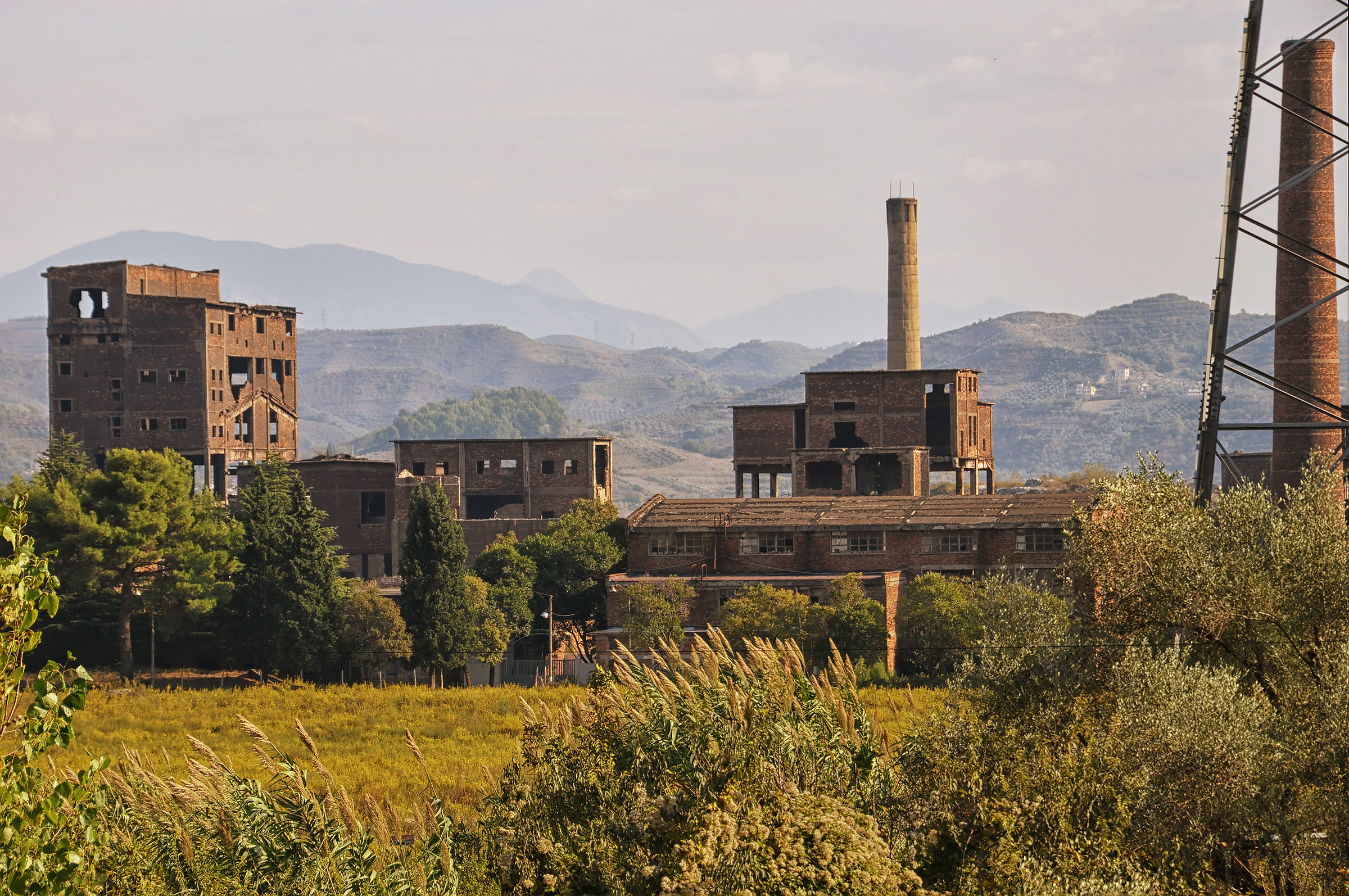
Az egykori acélművek épületei (2018)

A város iparosítása kis lépésekkel a 20. században vette kezdetét. Az elbasani kereskedelmi és iparkamara 1923. évi megalakulásakor 663 kereskedőt és iparost tartottak számon a városban. A század elején az ipari termelést egy motoros olajprés és egy szappangyár képviselte Elbasanban, a második világháborút megelőző időszakban pedig egy cigaretta- és egy szeszgyár nyitotta meg a kapuit. Az 1944. évi kommunista hatalomátvételt követő évtizedekben az állami vezetés erős ütemű iparosítást vezényelt le Elbasanban. 1947–1948-ban jugoszláv anyagi segítséggel gyümölcs- és zöldségfeldolgozó üzemet, majd szovjet partnerségben az 1950-es évek elején fűrészáru- és furnérlemezgyárat, az évtized második felében konzervgyárat adtak át. Ennél jelentősebbek voltak az elbasani nehézipari beruházások. Az 1970-es évekig egy rézdúsító üzem és egy cementgyár képviselte az ágazatot, az 1970-es évek elején azonban a város délnyugati határában megkezdték egy monumentális kohászati komplexum kivitelezését. A Párt Acélja Kohászati Kombinát 1978-ban kezdte meg a termelést, a hengereltacél-termékek, acélcsövek és -lemezek, drótok és kábelek, szerszámacél és rozsdamentes acél gyártását. Bár tervezett kapacitását soha nem érte el, az ország legnagyobb nehézipari létesítményeként 10-12 ezer embernek adott munkát. Az acélművek áramellátását az 1978-ban üzembe állított, Fierza–Burrel–Elbasan közötti 220 kilovoltos távvezeték biztosította, amely 2010-től az Elbasantól Görögországig továbbépített vonal révén bekapcsolódik az európai hálózatba.
Az 1991-es rendszerváltást követően A Párt Acélja Kohászati Kombinát és a termelőüzemek egy része bezárt, és bár néhány üzemegysége az 1992-es privatizáció után ismét bekapcsolódott a termelésbe, Elbasanban súlyos társadalmi probléma lett a még 2001-ben is 22,6%-os munkanélküliség. Az ezt követő időszakban jórészt külföldi befektetők révén ismét beindult az ipari termelés, 2011-ben cement-, mész- és ferrokrómgyár is működött a ma ipari parknak nevezett egykori vasmű területén, török beruházók pedig a korábbinál jóval kisebb volumennel, de újraindították az acéltermelést is. Az ipari termelés újbóli fellendülésének árnyoldala a környezet- és a levegőszennyezés Elbasanban és a közeli Bradasheshben.

### Kereskedelem és szolgáltatások

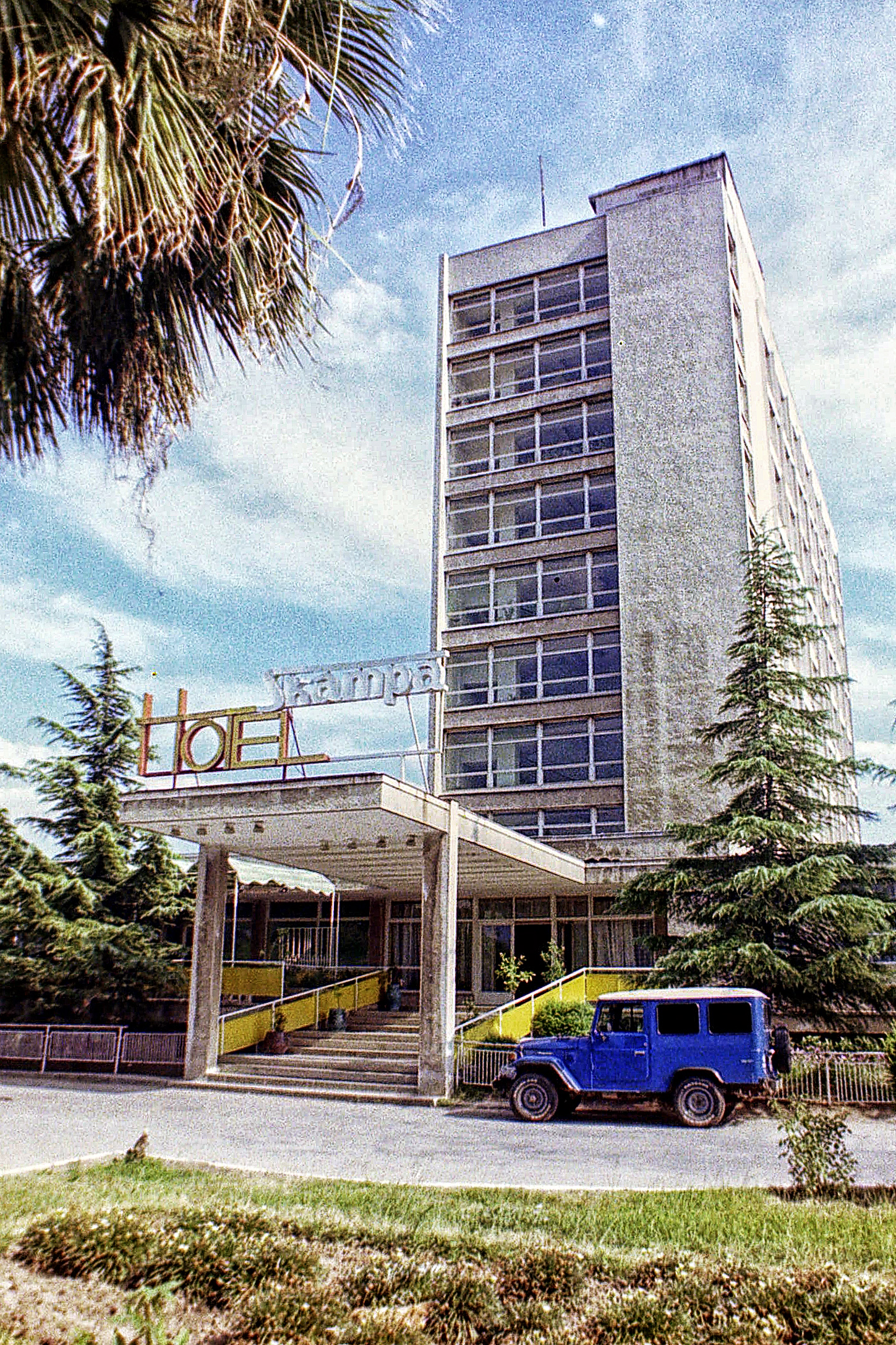
A Hotel Skampa, 1991-ig a város egyetlen szállodája (1995)

A modern értelemben vett szolgáltatói szektor első fecskéi a 20. század első felében jelentek meg Elbasanban: 1915 szeptemberében nyílt meg az első bankfiók, 1935-ben pedig felépült a város első korszerű szállodája, a Hotel Moderno. A második világháborút követően, 1945 júliusától a különböző szakmák (pékek, fodrászok, szabók, cipészek stb.) szakszövetkezetei, az állami üzemeltetésű hotelek és vendéglátóipari egységek jelentették a szolgáltatóipart Albániában. A szektor az 1991-es rendszerváltás utáni magánbefektetések révén mára a helyi gazdaság fő hajtómotorja lett. 2014-ben az Elbasan községben bejegyzett ötvenhárom részvénytársaságból huszonnégy a szolgáltatói szektorban tevékenykedett.
Az Elbasan községi adatok alapján a bejegyzett vállalkozások 45%-a kereskedelmi tevékenységet folytat, és ez főként a kiskereskedelmi egységek kimagasló számában érhető tetten. Elbasan városában négy piac található, ezek közül kettő zöldség- és gyümölcspiac, egy ipari vásár és egy nagybani piac. Bár az idegenforgalom fellendülőben van, még számos turisztikai lehetőség kiaknázatlan Elbasanban és környékén. A városvezetés elsősorban a történeti és építészeti emlékek vonzerejére építve a kulturális turizmust fejleszti. Emellett azonban a természeti értékekben is számos potenciál rejlik, Elbasan község területén tizenkét természetvédelmi terület található, ezek infrastrukturális fejlesztése még várat magára. Egyedül a Tregan alközség területén található Llixhat e Elbasanitban (’elbasani fürdők’) folytak és folynak számottevő idegenforgalmi fejlesztések, amit az ott található szálláshelyek magas száma (25) is jelez. Ezzel szemben magában Elbasan városában 2015-ben mindössze öt szálloda várta az ide látogatókat.

### Közlekedés

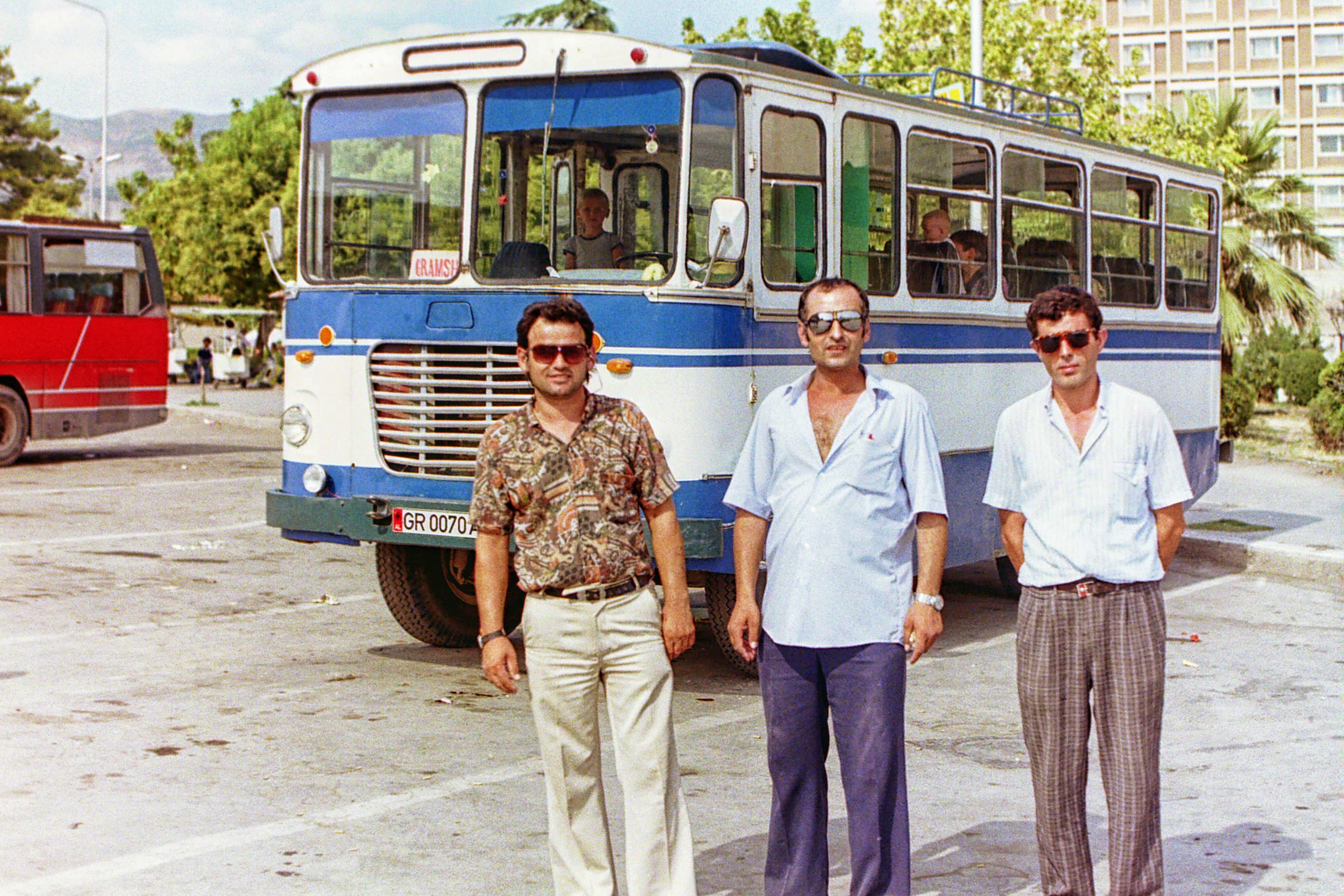
Buszsofőrök az elbasani buszpályaudvaron (1995)

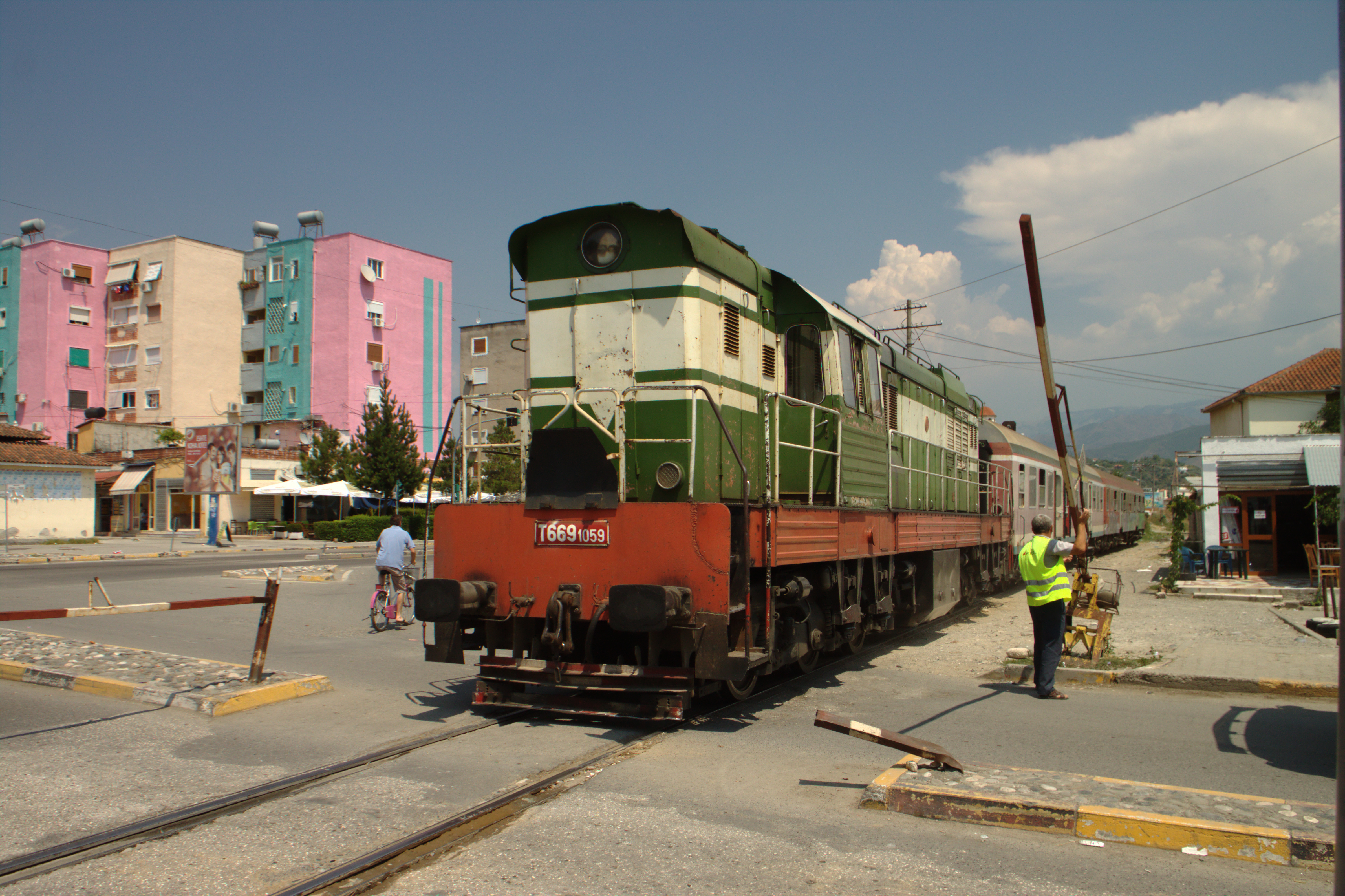
Személyvonat Elbasanban (2015)

A hegyvidékeken átjárást biztosító, az Adriai-tengert a Balkán-félsziget középső területeivel összekötő Shkumbin völgye és a Thana-hágó az ókor óta fontos útvonalnak számított. A rómaiak itt építették fel a Via Egnatiát, amelynek vonalában az oszmán hódoltság alatt az Adriát Szalonikival összekötő karavánút futott. Ez utóbbit a városnál keresztezte a Tiranából a déli albán lakta területekre tartó út. A 20. században 1922-ben először az elbasan–durrësi, 1931-ben az elbasan–peshkopiai, végül 1933-ban a Krrabai-hágón keresztül a tirana–elbasani út korszerűsítésére került sor. Az 1991-es rendszerváltással a Tiranából Elbasanon, Librazhdon és Pogradecen át Korçába tartó SH3-as jelű utat ismét korszerűsítették, amely a Durrëst a bulgáriai Várnával összekötő VIII-as számú páneurópai folyosó része lett. Az SH3-as átszeli a várost, de már tervbe vették egy déli elkerülőút építését. 2011-ben kezdetét vette a Tiranát Elbasannal összekötő A3-as autópálya építése. A tiranai főút mellett Elbasannak a Shkumbin-völgyben futó SH7-es út révén az Adria-parti városokkal, Durrësszal és Vlorával is jó közúti kapcsolata van. Emellett innen indul ki a Cërrikbe tartó SH70-es út, amelynek folytatása, a Devoll völgyét végigkísérő SH71-es út Gramshon keresztül Maliqtyal teremt közúti összeköttetést. A 2030-ig szóló fejlesztési tervben szerepel egy elbasan–cërrik–berat–memaliaji autóút építése, amely a délnyugat-albániai régióval biztosítana a mainál jóval gyorsabb közúti kapcsolatot. A várost rendszeres, állami fenntartású buszjáratok köti össze Tiranával, továbbá a környező nagy- és kisvárosokkal, de a helyi muszlim közösség 35-40-es flottával magánjáratokat is üzemeltet. Elbasan belső közúthálózatának hossza eléri a 140 kilométert.
A vasúti közlekedés alapjait az első világháborúban a területet megszálló Osztrák–Magyar Monarchia mérnökei tették le, akik egy 1922-ig üzemelő keskeny nyomtávú vasútvonalat építettek Durrës és Elbasan között. Ezután két évtizedet kellett várni, hogy 1940 márciusában immár az olasz megszállók tervezőasztalán körvonalazódjon egy vasút terve, amely a durrësi kikötőt kötötte volna össze az Elbasan északkeleti szomszédságában lévő, labinoti króm- és vasbányákkal. Áprilisban meg is indultak a munkálatok, de végül a világháború eseményei megakasztották a folyamatot. Az 1944-ben hatalomra került Albán Kommunista Párt gazdaságpolitikusai is felismerték a Shkumbin-völgyi vasút fontosságát, és az ország első normál nyomtávolságú vasútvonalaként 1947 novemberéig elkészült a Durrës–Peqin-szakasz, majd ennek folytatásaként a Peqin–Elbasan-vonal, amelyet 1950 decemberében, Sztálin hetvenkettedik születésnapjának tiszteletére adtak át. Negyed évszázaddal később, a város határában épülő gigantikus beruházás, A Párt Acélja Kohászati Kombinát ismét fellendítette az elbasani vasút ügyét, és 1974 márciusában az Elbasan és Prrenjas bányavárosa közötti szakaszt is átadták, majd az 1980-as évek első felében egészen Pogradecig meghosszabbították a vasútvonalat. A vasút elsőrendű szerepe mindig is a pályavonalra felfűzött bányák és nagyipari üzemek kiszolgálása, a szükséges nyersanyagok vagy az elkészült termékek szállítása volt, a személyvonatok csak másodrendű szerepet játszottak ezen a vonalon. 2018-ban személyvonat már csak Tirana és Librazhd között közlekedik, mindkét irányba napi egy-egy járattal.

## Közigazgatás

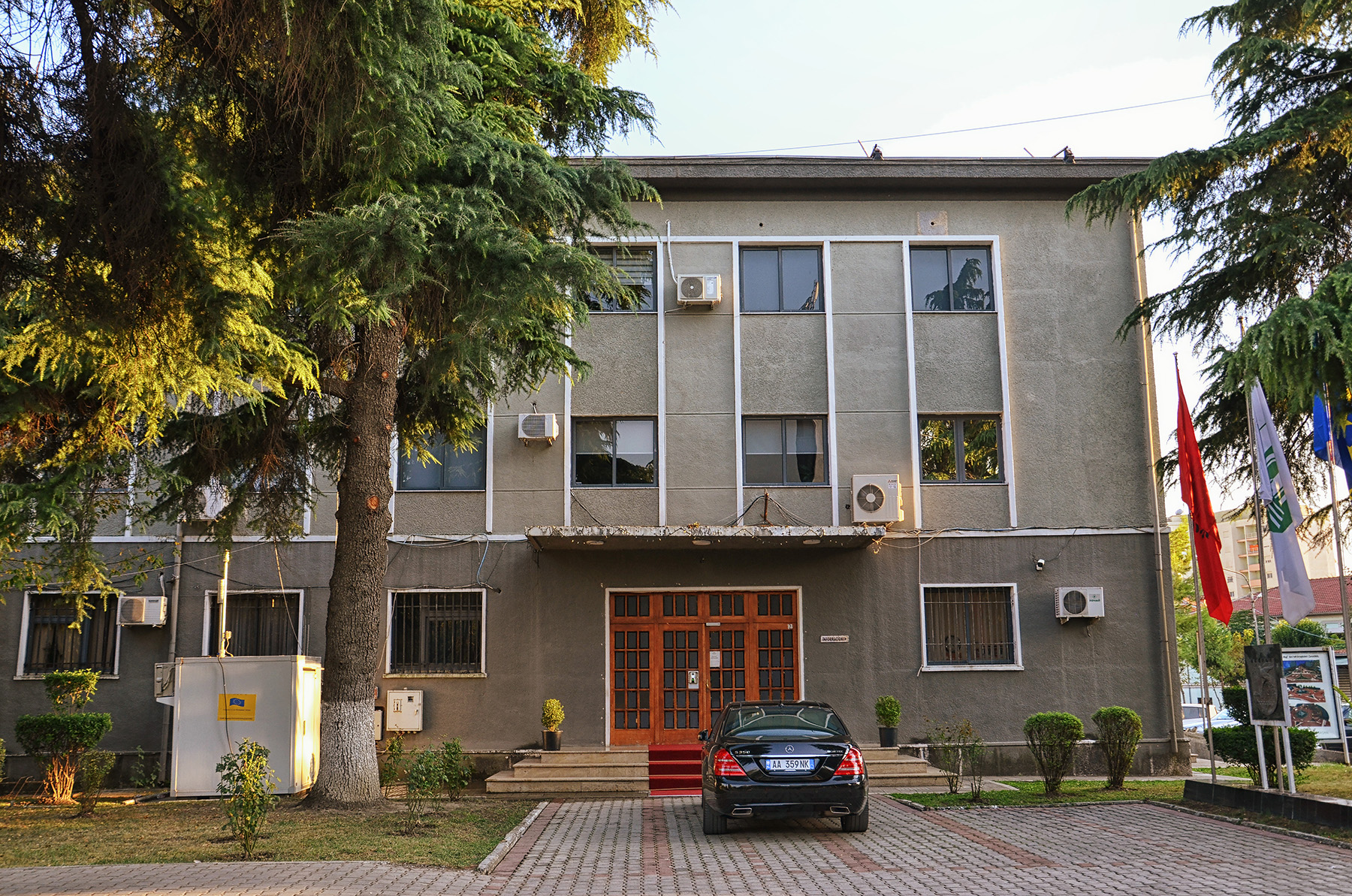
A községháza (2018)

Az oszmán fennhatóság alatt az Ilbaszani szandzsák székhelyeként működő város az albán függetlenség elnyerése után is megőrizte közigazgatási szerepkörét. Az Albán Fejedelemség 1914-es alkotmánya hét prefektúrára osztotta az ország területét, ezek egyike az Elbasani prefektúra lett. A második világháború után a prefektúrákat megyékké (qark) alakították át, a korábbi negyven alprefektúrát pedig fokozatosan huszonhat kerületbe (rreth) vonták össze. Ennek során Elbasan megyének négy beosztott kerülete lett: Elbasan, Gramsh, Librazhd és Peqin. A 2015 júniusában érvénybe lépett 115/2014. számú közigazgatási törvény alapján a már korábban megszűnt kerületek helyett a megyéket községekre (bashki/bashkia), azokat pedig alközségekre (njës/njësi bashkiak) osztották. 2015 óta tehát Elbasan megyeszékhelyi rangja mellett Elbasan község központja is, amely tizenhárom további alközségre oszlik, ezek voltaképpen Elbasan agglomerációját alkotják. Ezen alközségek egyike a 22,2 km²-es területű Elbasan városa.

Elbasan község területe Albánia térképén

1923-ban az akkor 10 ezer lakosú Elbasannak tizenhárom városnegyede volt, amelyek felekezeti szinten is elkülönültek egymástól: két negyedben a lakosság kisebbségét alkotó görögkeletiek (Kalaja, a.m. ’vár’ és Shinkoll, a. m. ’Szent Miklós’), a többi tizenegyben pedig muszlimok éltek (Sulejmanie, Karavel, Dylgjer Hysen, Asllan Bej, Xhamia i Qebir, Daut Bej, Alejdine, Pervin Aga, Spaikorre, Hazinedare, Qejvan Bej). Napjainkban a város hat számozott kerületre (lagje), azok pedig további – többnyire nevezetes elbasaniakról vagy a kommunista érából megörökölt történelmi eseményekről elnevezett – huszonegy negyedre (szintén lagje) oszlanak. Ezek a következők:
- 1. kerület: Kongresi i Elbasanit (’elbasani kongresszus’), Luigj Gurakuqi, Beqir Dardha, Emin Matraxhiu;
- 2. kerület: Qemal Stafa, Brigada 17 Sulmuese (’17. élmunkásbrigád’), Çlirim (’felszabadulás’), Sul Papri, Shinkoll vagy Shënkoll (’Szent Miklós’);
- 3. kerület: Vladimir Bajrami, Dyli Haxhire, 28 Nëntori (’november 28.’, az albán függetlenség napja), Syrja Dylgjeri;
- 4. kerület: Vullnetari (’önkéntesek’), Partizani (’partizánok’), Aqif Pasha, Kalaja (’vár’), Visarion Xhuvani;
- 5. kerület: 11 Nëntori (’november 11.’ Elbasan második világháborús felszabadulásának napja), Haxhias;
- 6. kerület: 5 Maj (’május 5.’).[224]

Az önkormányzat vezetője a polgármester (kryetar), aki egyúttal Elbasan község elöljárója is, azaz hivatalához tartoznak az azt alkotó további tizenkét alközség ügyei is. Munkáját egyfelől a különböző szakmai területekre – költségvetés, pénzügy és gazdaság; szociális ügyek, közellátás és innováció; szervezés; közrendvédelem – beosztott négy alpolgármester (zëvendës kryetarë), a hat kerület és a tizenkét alközség élére beosztott főhivatalnok (administrator) segíti, de a mindennapi adminisztrációban és a döntések meghozatalában a polgármesteri kabinetre is támaszkodik (Kabineti i Kryetarit). A községi önkormányzat munkáját segíti és ellenőrzi a közvetlenül választott ötvenegy tagból álló községi tanács (Këshilli Bashkiak). Az elbasani községi önkormányzat vezetője 2007 márciusa óta az Albán Szocialista Párt színeit képviselő Qazim Sejdini.

## Közegészségügy

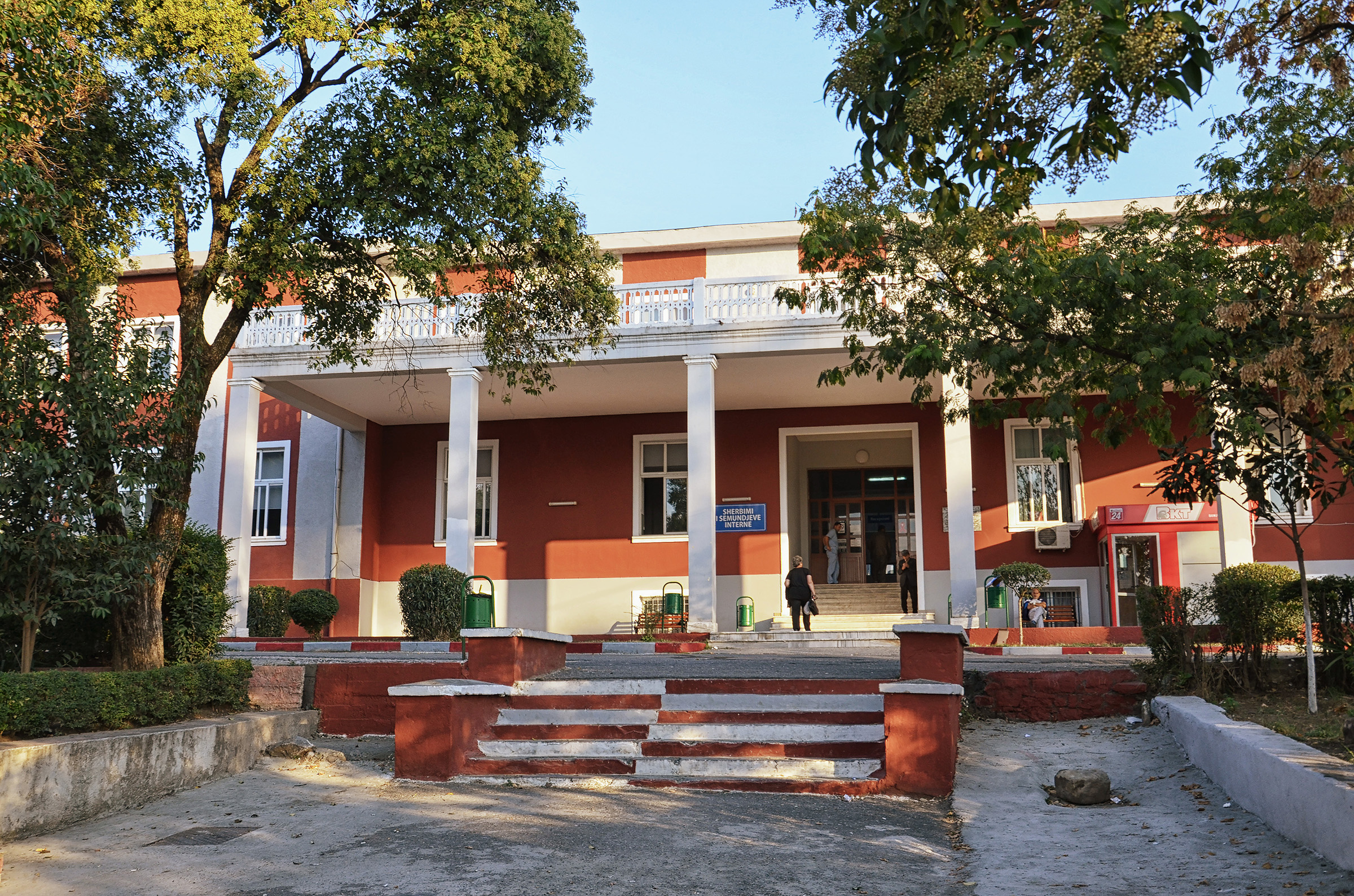
A körzeti kórház főbejárata (2018)

Elbasanban egy 400 ágyas általános körzeti kórház, egy országos hatáskörű pszichiátriai intézet működik, ezeken kívül 2015-ben a városban volt még négy orvosi rendelő és tizenkét mentőállomás. Ezek az egészségügyi intézmények súlyos orvoshiánnyal küzdenek, Elbasan városában mindössze 86 orvos tevékenykedik, azaz egy orvosra 932 lakos jut, ami az egyébként sem kedvező országos átlagtól (887 lakos/orvos) is elmarad. A halva születések száma szintén rendkívül magas, minden 1000 születésből statisztikailag 10,8 eset végződik tragédiával. Különösen nagy társadalmi probléma az egészségügyi szolgáltatások elégtelensége annak tükrében, hogy az ipari termelés súlyos környezet- és levegőszennyezése következményeként országszerte itt a legmagasabb a krónikus légúti és emésztőrendszeri megbetegedések, a koraszülések és születési rendellenességek aránya.

## Népesség
| Elbasan népességének alakulása 1876 és 1945 között | Elbasan népességének alakulása 1876 és 1945 között | Elbasan népességének alakulása 1876 és 1945 között | Elbasan népességének alakulása 1876 és 1945 között | Elbasan népességének alakulása 1876 és 1945 között |
| -------------------------------------------------- | -------------------------------------------------- | -------------------------------------------------- | -------------------------------------------------- | -------------------------------------------------- |
| Év                                                 |                                                    |                                                    |                                                    | fő                                                 |
| 1876                                               | 1876                                               |                                                    | 5 000                                              | 5 000                                              |
| 1880–                                              | 1880–                                              |                                                    | 8 000                                              | 8 000                                              |
| 1912                                               | 1912                                               |                                                    | 10 000                                             | 10 000                                             |
| 1916                                               | 1916                                               |                                                    | 12 000                                             | 12 000                                             |
| 1923                                               | 1923                                               |                                                    | 10 408                                             | 10 408                                             |
| 1927                                               | 1927                                               |                                                    | 10 399                                             | 10 399                                             |
| 1938                                               | 1938                                               |                                                    | 12 708                                             | 12 708                                             |
| 1939                                               | 1939                                               |                                                    | 14 000                                             | 14 000                                             |
| 1945                                               | 1945                                               |                                                    | 15 000                                             | 15 000                                             |
|                                                    |                                                    |                                                    |                                                    |                                                    |

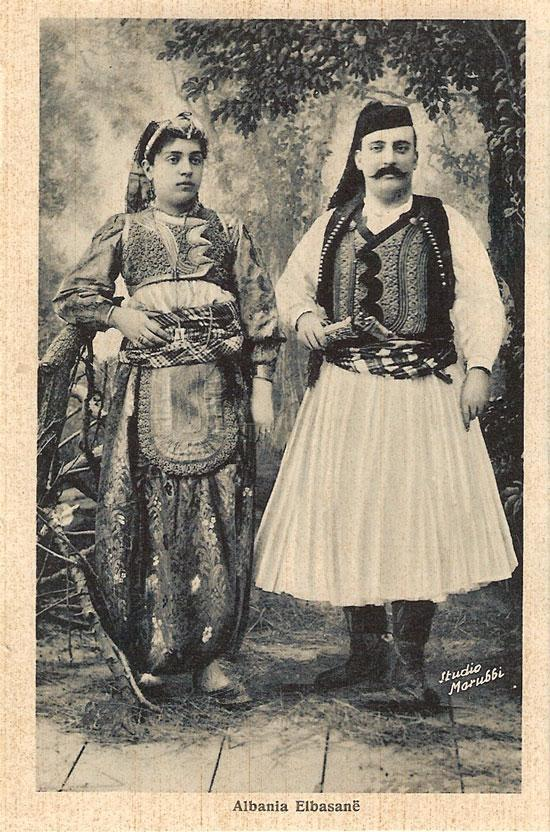
Elbasani pár a 19. század végén

A 17. század végén a városban 2000 család élt, ezzel az albán lakta területek legnagyobb városai közé tartozott. A népességszám nagyságrendileg a 19. század végéig nem változott, a 19–20. századok fordulóján azonban lakossága 8 és 10 ezer közöttire nőtt. Elbasan a 20 ezres lélekszám feletti Shkodrával és a hasonló népességű Korçával, Gjirokastrával, Tiranával és Berattal együtt továbbra is a népesebb albán városok közé tartozott. Az ezt követő évtizedekben fokozatosan gyarapodott a népesség, és Albánia függetlenné válásának évében, 1912-ben elérte a 10 ezret. Az első világháború során az északalbán területekről érkező menekültek ideiglenesen felduzzasztották Elbasan lakosságát, majd a háború után tovább folytatódott a természetes gyarapodás, mígnem 1945-re a város népessége elérte a 15 ezer főt. A második világháborút követő évtizedek ipari fejlesztéseinek köszönhetően az állampárti korszak végére a lakosság száma megötszöröződött, elérte a 78 ezret. Az 1991-es rendszerváltás után az ipari termelés visszaesése nagy arányú elvándorlással sújtotta Elbasant, megélhetést kereső lakói főként a fővárosba vagy külföldre mentek. Ugyanakkor a környező kistelepülésekről kiinduló, Elbasanba irányuló bevándorlás kiegyensúlyozta ezeket a folyamatokat. A 2011-es népszámlálás alapján Elbasan város népessége 78 703 fő, ezzel Albánia negyedik legnépesebb városa volt. A helyi népesség-nyilvántartás adata ugyanerre a 2011-es évre 81 659 fő volt. A lakosság, habár lassú ütemben, de évről évre csökken: 2015-ben Elbasan már csak 80 185 lelket számlált. A lakosság életkor szerinti eloszlását ábrázoló, piramis alakú korfa ugyan növekvő, fiatal népességet mutat – 2015-ben az elbasaniak 20%-a tartozott a 0–14 éves korosztályba, míg a 65 év felettiek aránya mindössze 11%-os volt –, a gazdasági és társadalmi problémák miatt az elvándorlás továbbra is létező jelenség.
A többségi albánok mellett Elbasanban számottevő cigány kisebbség él. A nomád cigányok legkorábbi elbasani jelenléte a 17. század elejéről dokumentálható. A 19. században félnomádokként éltek a ma Kinezët néven ismert városrészben. A helyben arixhi néven ismert, a kallbuxhik (kallbuxhinj) közé tartozó cigány lakosság egy része letelepedését követően a város tehetős polgárává vált. Napjainkban az albániai roma populáció Fier, Tirana, Berat és Durrës után itt, Elbasanban a legnagyobb. Szintén számottevő a városban az aromán népesség, akik a 20. század elején a Shinkoll negyedben éltek. Az 1991-es rendszerváltást megelőzően néhány száz fősre rúgó albániai örmény közösségek egyik központja Elbasan volt. Őseik egyrészt az oszmán fennhatóság alatt ide rendelt tisztviselők, másrészt az 1914 után az örmény népirtás itt letelepedett túlélői voltak.

## Kultúra

### Vallási élet
15. századi alapítása óta Elbasan az iszlám fellegvára volt az albánok lakta területen. Evlija Cselebi 1670-es látogatásakor negyvenhat mecset működött a városban, többjük gyakran egybeépítve. A leírások szerint valóságos minareterdő látványa fogadta az Elbasanhoz közeledőket. A szunnita iszlám mellett a szúfi dervisrendek (taríka) és kolostoraik (tekke) is megjelentek a városban. A fáma szerint az albán területre érkező első bektási dervisek egyike, Shah Kalenderi itt telepedett le és alakított hitközösséget, még az első tekkék felépülte előtti időszakban. Ugyancsak Cselebi írja le a „páratlanul nagy” Szinan pasa tekkét, amely a halveti rendhez tartozott, emellett éltek Elbasanban szádik és kádirik is, utóbbiaknak a bazár területén állt a tekkéjük. A 18. században Shemimi atya (Baba Shemimi) (1748–1803) alapította meg az albániai bektásik egyik legfontosabb kolostorát, a Xhefaj atya tekkét (Teqeja e Baba Xhefajt), a 19. század végére pedig Elbasan – Tirana és Kruja mellett – az észak-albániai bektásik egyik központja lett.

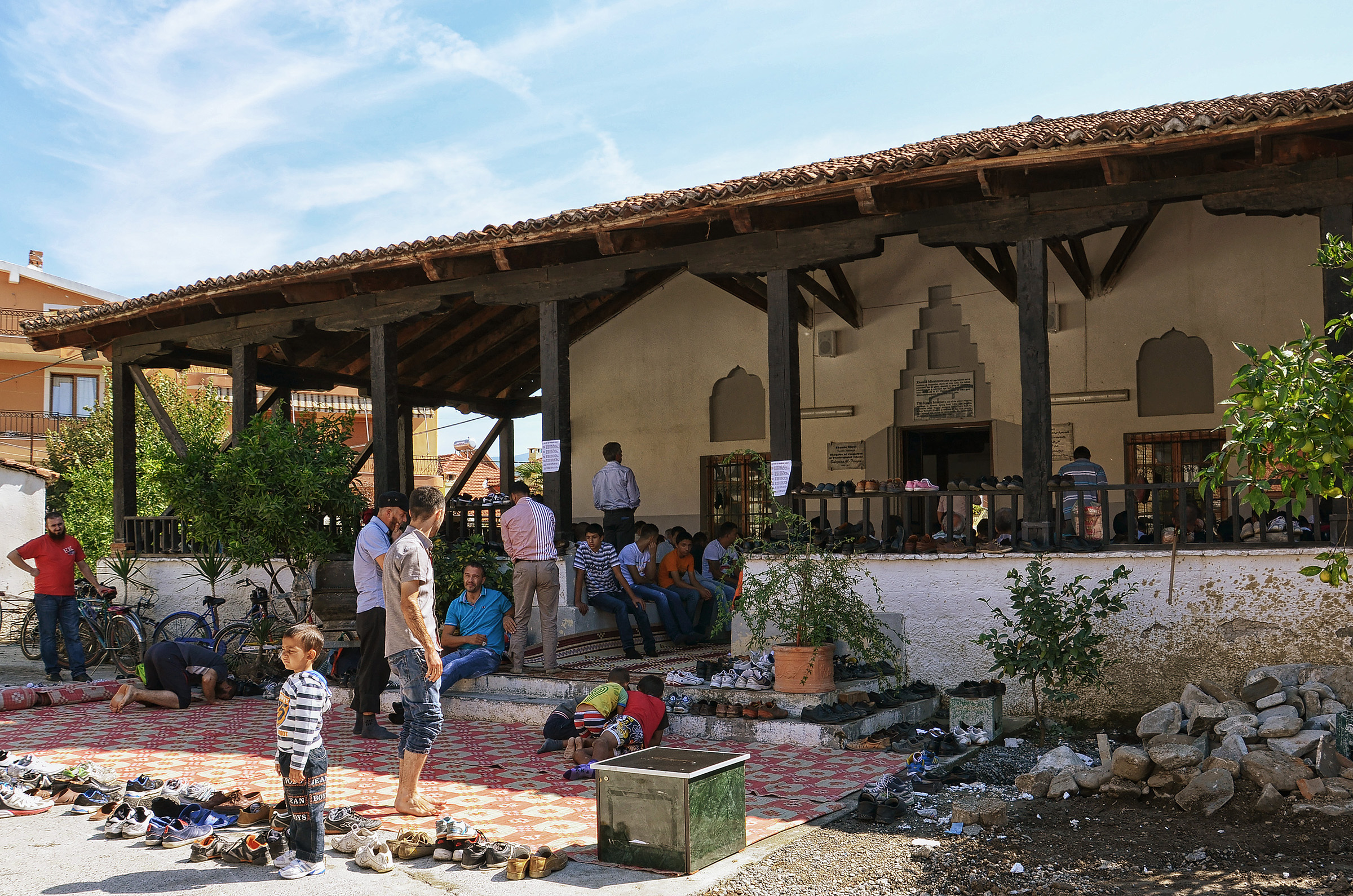
Imára gyűlő elbasaniak a Király-mecsetnél (2013)

Elbasan azonban, kereskedőváros lévén, számos nemzetiséget és felekezetet vonzott a letelepedésre. Már történetének korai szakaszában jelentős zsidó közösség élt a városban, és egyre nagyobb számban telepedtek be görögkeleti vallásúak is. A 17. századtól saját templomuk volt, amelynek leégése után 1833 és 1868 között épült fel a ma is látható Szűz Mária-templom. A 19. század második felére Elbasan a konstantinápolyi ökumenikus pátriárka alá tartozó görögkeleti püspöki székhely volt. Az ortodoxok hátrányos társadalmi helyzetét jelzi, hogy 1860-ig sem boltot, sem műhelyt nem nyithattak a bazárban, és disznóhúst is csak a görögkeleti templom udvarán lehetett árusítani. Ez lehetett az egyik oka annak, hogy Elbasanban különösen magas volt a kriptokeresztények száma, vagyis azoké, akik áttértek ugyan a muszlim hitre és külsőségeire, de keresztény hitüket házuk falai között megtartották. A 19. században a muszlim többség mellett a görögkeletiek már az elbasani lakosok 20%-át tették ki, és ez a 80–20%-os felekezeti megoszlás a 20. század első felére állandósult. A megszálló osztrák–magyar hatóságok 1916-os felmérései alapján – a többségükben muszlim északalbán menekülteknek otthont adó – Elbasan lakosságának 83%-a muszlim, 17%-a pedig ortodox vallású volt, 1923-ban pedig a felekezeti arány 81,5–18,5%-os volt. A különböző vallásúak egymástól elkülönülve éltek, Elbasan tizenöt negyedéből kettőt – Kalaja (’Várnegyed’) és Shinkoll (’Szent Miklós’) – görögkeletiek laktak, míg a többi városrészt muszlimok népesítették be.
A 20. század folyamán Elbasan mind az albániai muszlim, mind a görögkeleti közösség számára jelentős vallási központ volt. A szunnita iszlám albániai feje, a tiranai főmufti irányítása alatt állt az elbasani mufti. Az 1922-ben a török egyházszervezettől önállósodott albániai bektásik hat körzetének egyike Elbasan lett, amelynek spirituális központjául a város keleti határában álló krastai tekkét jelölték ki. Az elbasani görögkeletiek körében a 19. század végi albán nemzeti mozgalom hatására szakadás állt be. 1904-ben a döntően albán nemzetiségű elbasaniak felléptek annak érdekében, hogy elszakadhassanak a konstantinápolyi görög pátriárka fennhatóságától, ám végül az oszmán hatóságok megakadályozták a lépést. Az önálló albán ortodox egyház alapítását célul kitűző, a korçai Lidhja Ortodokse (’Ortodox Liga’) című folyóiratot megjelentető szervezetnek 1909-ben Elbasanban is tagszervezete alakult. Az autokefál albán egyház végül 1937-ben alakult meg, amelynek eredményeként Elbasan a Tirana-Durrësi érsekség alá tartozó egyházmegye székhelye lett. A kommunista államvezetés 1967-es ateista kampánya során a legtöbb mecsetet és a görögkeleti székesegyházat lerombolták vagy átalakították, Elbasan ortodox püspökét bebörtönözték. A lokálpatrióta Lef Nosi beszámolója szerint 1931-ben még harmincegy mecsete, öt tekkéje, ötnél több türbéje és egy medreszéje volt a városnak; az 1967-es eseményeket ezekből csak öt mecset élte túl, és ezek egy része is az elkövetkező évtizedek barbárságának áldozatául esett. Az 1991-es rendszerváltás után Elbasan hitélete is újjászerveződött. Elbasan muftija immár a shkodrai főmufti fennhatósága alá tartozik, a 2010-ben Albánia-szerte működő, hat bektási derviskolostor egyike pedig Elbasanban állt, Sadik Ibro atya (1972–) irányítása alatt. A rendszerváltással újra felélénkült albán–görög szembenállás miatt a vegyes nemzetiségű elbasani ortodox egyház élete nem zökkenőmentes, 1995 novemberében szakadás állt be az elbasani görögkeleti közösségben.

### Közművelődés és közoktatás
Elbasan története során ugyan az oszmán kultúra egyik fellegvárának számított, de jelentősen hozzájárult az albán irodalom, nyelv és zene fejlődéséhez is. A muszlim verselési hagyományokon alapuló, sajátosan albán bejtedzsi irodalom jeles költője, Nezim Frakulla a 18. században éveken keresztül a városban élt, ahol Sulejman pasa volt a mecénása. A 18. század közepének jelentős közművelődési kísérlete volt az ún. elbasani ábécé kidolgozása, amely a legkorábbi ismert törekvés volt az albán nyelv egységes betűrendszerének létrehozására. Az ábécé a közeli shijoni Szent János Vladimír-kolostorban készült evangéliumi fordítástöredékekből ismert. Ismeretlen szerzőjének külön érdeme, hogy az albán hangrendszerhez jól illeszkedő negyven betűjét az albán szövegek papírra vetésére használt arab, görög, cirill és latin írásrendszerektől elszakadva egyedi rajzolattal hozta létre, és nyelvújítási szándékkal a jövevényszavakat is igyekezett albán szavak továbbképzésével helyettesíteni. A 18. század végén az elbasani Dhaskal Todhri egy másik ábécét dolgozott ki (ún. Todhri-ábécé), amely szórványosan szintén használatban volt a város környékén.

A 18. század közepi shijoni evangéliumfordításokból rekonstruált elbasani ábécé

A 19–20. századok fordulóján az elbasani értelmiségiek az albán nyelvű oktatás ügyéért szálltak síkra. A nemzet képviselőinek részvételével 1909. szeptember 2-a és 9-e között rendezték meg az elbasani kongresszust, a korszak egyik legfontosabb közművelődési eseményét, amelyen jóváhagyták a latin betűs albán ábécé bevezetését, valamint elhatározták egy tanítóképző intézet alapítását. Törekvéseiknek köszönhetően 1909. december 1-jén a városban megnyílt az első albán tanítóképző iskola, a Shkolla Normale (régies kifejezés, magyarul kb. ’Tanítóképezde’), amelynek első igazgatója Luigj Gurakuqi volt. Az iskola később is fontos szerepet játszott az ország életében, a korçai líceum mellett Albánia legjelentősebb oktatási intézményei közé tartozott még az 1920-as években is. 1971-ben főiskolai rangot kapott, 1991-ben pedig egyetem lett Aleksandër Xhuvani Egyetem néven. Története során neves albán művészek és tudósok oktattak és tanultak az intézmény falai között (lásd itt). A város közéletének egyik fő szervezője, Lef Nosi 1910-ben szerkesztő-kiadóként elindította Elbasan első albán nyelvű újságját, a Tomorri című hetilapot.
- Az egykori Tanítóképezde épülete (1995)
- A Qemal Baholli Közkönyvtár (2018)
- A Skampa Színház épülete (2015)

A két világháború között Elbasan újabb közművelődési intézményekkel és rendezvényekkel gyarapodott. Az 1910-ben elindított első elbasani lap, a Tomorri után 1918-tól több folyóiratot is alapítottak a városban, amelyek a hírek közlése mellett társadalmi, kulturális és gazdasági kérdésekkel is foglalkoztak: a Shkumini (1918–1921), az Elbasani (1921–1925), az Ura e Shkuminit (1922–1924), a Ku vemi? (’Hol tartunk?’, 1924) stb. 1930-tól a városvezetés rendszeresen megszervezte az elbasani zenei és színházi hetet, amelyen az albán városok zenekarai és színjátszócsoportjai mutatkozhattak be. Elbasan maga is nevezetes volt sajátos, oszmán hagyományú vokális és hangszeres zenei stílusáról, amelynek legnépszerűbb képviselője Isuf Myzyri volt (szülővárosában szobra áll). Az elbasani városi zene tipikus hangszerei a tangóharmonika, a mandolin, a tamburin és a sharki. Elbasan zenei életéhez hozzátartoztak az 1917-ben alakult Afërdita (’Hajnal’) zenekar hetenkénti felvonulásai, amelynek során hazafias dalokat és indulókat játszva meneteltek a város utcáin. A shkodrai és a fővárosi Nemzeti Könyvtár után 1932-ben itt nyílt meg az ország első közkönyvtára, amely 1935-ben a város polgára, Nazif Baholli által építtetett modern épületbe költözött, és a Qemal Baholli Közkönyvtár (Biblioteka Publike “Qemal Baholli”) nevet vette fel. 288 ezer kötetes állományával 1988-ban az ország legnagyobb közkönyvtárának számított. 1936-ban a város egy másik tehetős polgára, Xhavit Biçakçiu jóvoltából felépült a város első filmszínháza, a Nemzeti Mozi (Kinema Nacional), belső épületdíszeinek kivitelezésében a festőművész Zef Kolombi is közreműködött. A filmvetítések mellett az épület adott otthont Elbasan – főként a Tanítóképezde tanáraiból és diákjaiból 1924-ben verbuválódott – színjátszókörének is, akik nem csak az elbasani közönségnek játszottak, de Tiranában, a királyi család előtt is gyakran felléptek, többnyire kortárs albán szerzők színpadra állításával. A második világháború után a mozit kőszínházzá alakították, amely Skampa Színház (Teatri Skampa) néven napjainkig az ország legfontosabb teátrumai közé tartozik.

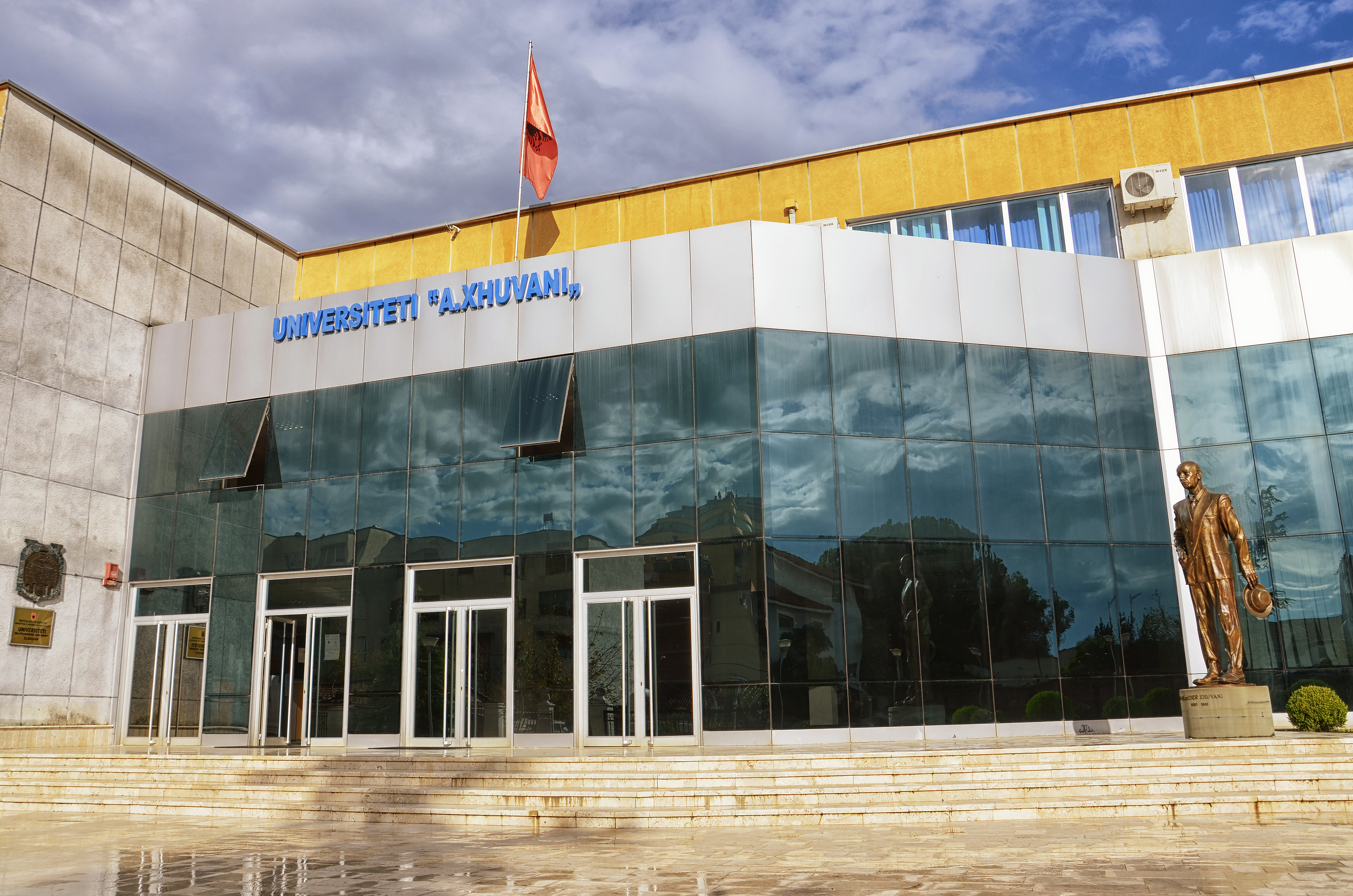
Az Aleksandër Xhuvani Egyetem főépülete a névadó szobrával (2018)

Napjainkban Elbasan jelentős kulturális központ színházzal, könyvtárral és napilappal. Tirana után az ország második korszerű filmszínháza 2002-ben nyílt meg Elbasanban. A város legfontosabb múzeumai a Néprajzi Múzeum (Muzeu Etnografik), valamint az Aleksandër Xhuvani szülőházában berendezett emlékmúzeum (Muzeu “Aleksandër Xhuvani”). Korábban a várban a tárgyi anyagában az illír időktől a 20. századig ívelő hadtörténeti múzeum is várta a látogatókat, illetve az 1909-es elbasani kongresszus helyszínén oktatási múzeum működött, ezek azonban mára bezártak. Egyetemvárosi rangját az 1909-ben alapított Tanítóképezde jogutódjának, a 14 ezer diáknak öt karon képzést nyújtó Aleksandër Xhuvani Egyetemnek köszönheti. Az egyetemen kívül Elbasanban 2015-ben 32 kisdedóvóban, 26 általános iskolában és 15 középiskolában folyt pedagógiai munka. A tanár–diák arány az alapoktatásban jóval kedvezőbb az országos átlagnál, a helyi oktatási problémák elsősorban infrastrukturális jellegűek: az iskolaépületek legtöbbje felújításra szorulna, felszereltségük nem kielégítő. 2015-ben a tizenöt év feletti lakosság 3,5%-a volt írástudatlan, ez lényegesen magasabb volt az országos átlagnál (2,8%).

### Kulturális rendezvények
Kulturális eseményekben és rendezvényekben az albán fővároséhoz foghatóan gazdag a választék. Ezek közül a legfontosabb a nyárünnep vagy szó szerinti fordításban a nyár napja (Dita e Verës). Az elsősorban Elbasanhoz kötődő, mitikus eredettel magyarázott március eleji napon a régi városlakók házaik kitakarításával és a szemét elégetésével köszöntötték a nyarat. Mára egész Albániában elterjedt és március 14-ei dátummal hivatalos munkaszüneti nap lett a nyárünnep, amelyhez Elbasanban több utcai rendezvény is kötődik, és hagyományosan ekkor készítik a ballokume néven ismert elbasani süteményféleséget. A város rendezvénynaptárának további, évről évre ismétlődő eseményei közé tartoznak az alábbiak:
- április–május táján az ifjúsági maraton (Maratona Rinore), amelynek során helyi középiskolások műkedvelői csoportjai adják elő zenei, színházi és ügyességi produkcióikat;
- a nyári hónapokban, július–augusztusban kerül sor az össznemzeti városi énekmaratonra (Maratona Mbarëkombëtare e Këngës Popullore Qytetare), amelyen a hagyományos alapokon kialakult városi ének műfajában mérik össze tudásukat a versenyzők;
- 2006 óta a Skampa Színház rendezésében október–november táján nemzetközi színházfesztivál költözik a városba Skampa Festival néven, amelyen nem csak európai, de tengerentúli színházak is vendégszerepelnek;
- ugyancsak októberenként rendezik meg az „Elbasan rózsái” költői versenyt (Festivali Ndërkombëtar Poetik “Trëndafilat e Elbasanit”), amelyen főleg albán költők gyűlnek össze, és két napon keresztül Elbasan nevezetes pontjait végigjárva adják elő verseiket, végül a győztes egy nevével ellátott fát ültethet a városháza melletti parkba.[307]

### Sportélet

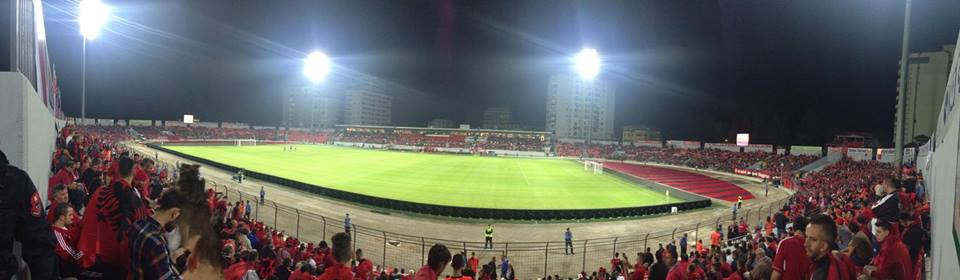
Az Elbasan Aréna átadása után (2014)

Az első világháborút követően két labdarúgócsapat is alakult Elbasanban, az Afërdita (’Hajnal’) és a Përparimi (’Haladás’), amelyek 1923-as egyesülésével jött létre az Urani (’Urán’), teljes nevén Elbasani Urán Futballklub (Klubi Futbollit “Urani Elbasan”), a mai KF Elbasani jogelődje. Az 1920-as évek albán kormányai akadályokat gördítettek a sport intézményesülése elé, így csak 1930 júniusában alakulhatott meg az Albán Sportszövetség (Federata Sportive Shqiptare), majd hat klub, köztük az elbasani Urani részvételével megindult a nemzeti bajnokság is. Az elkövetkező évtizedekben a csapat neve gyakran változott: Skampa (1932), Bashkimi (’Egység’, 1939), Elbasani (1949), Puna (’Munka’, 1950), Labinoti (1958), 1991 óta ismét Elbasani. Története során kétszer nyerte meg a nemzeti bajnokság első osztályát (1984, 2006), két ízben pedig elnyerte az albán kupát is (1975, 1992). A csapat stadionja 1967-ben épült fel. 2014-ben az UEFA előírásainak figyelembevételével átfogóan korszerűsítették, a 12 800 férőhelyes sportlétesítmény neve azóta Elbasan Aréna.

### Gasztronómia

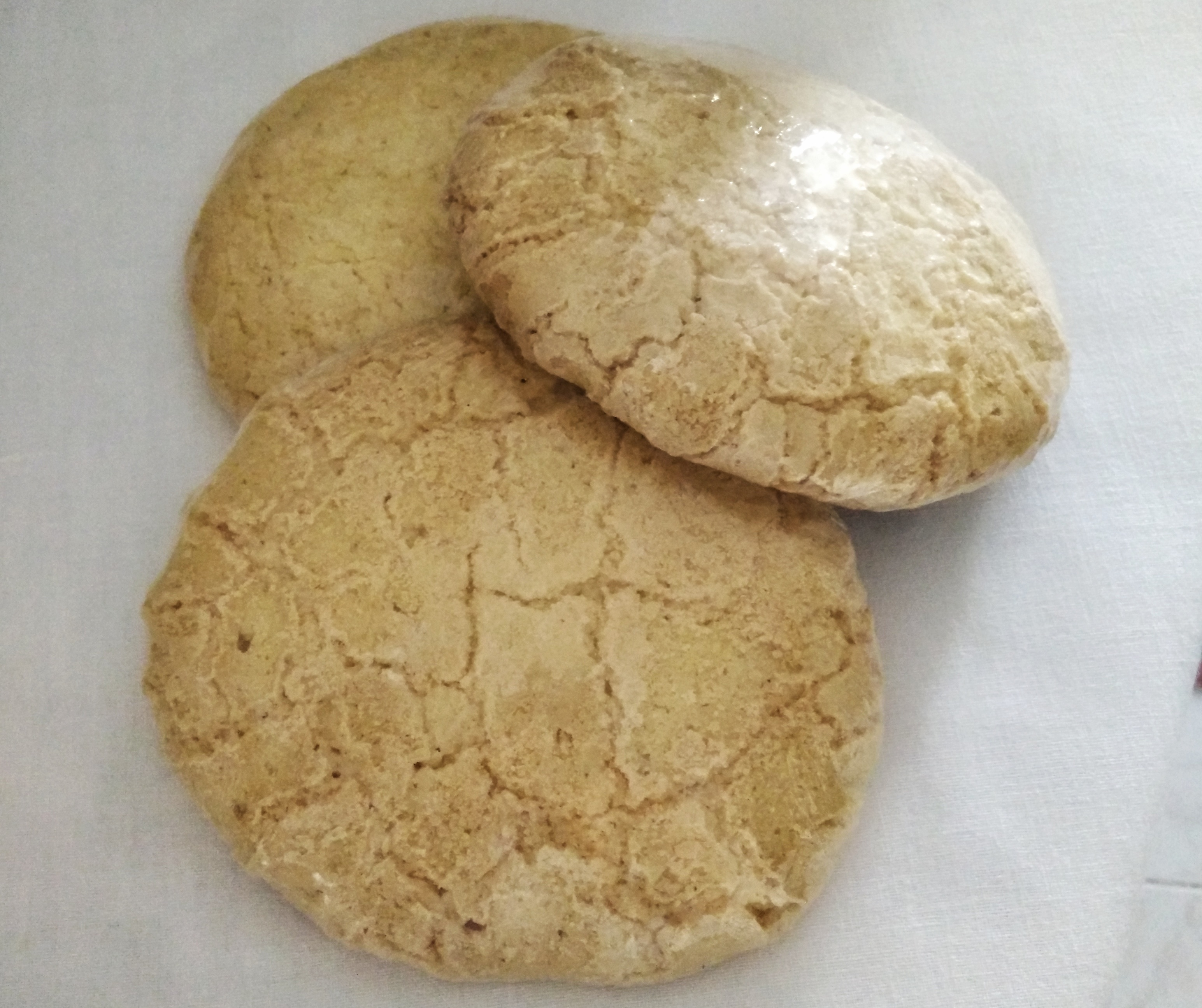
Ballokume

Az elbasani konyha legnevezetesebb fogása az elbasani tál (tavë Elbasani, szó szerint kb. ’elbasani serpenyős’) néven ismert, török eredetű, tojásos joghurttal körített sült bárányhús. A helyi konyhaművészet további fogásai a mézzel és vajjal kevert diópürével körített sült pulykakakas-pecsenye, a qull me arra; az először csirkedarabok, rizs és zöldség hozzáadásával levesként fővő, majd kemencében kisütött halszeletek, a szintén török eredetű mysnik me kalastre; továbbá a téli estéken fogyasztott nyúlpecsenye, a tavë me pestil. Az aprósütemények köréből tipikusan elbasani az édes, kukoricalisztből tojással és cukorral készült ballokume, valamint a levelestésztából kisütött, vajas olajban áztatott, cukorral vagy sajttal megszórt bugaçe, amelyet cipóba téve fogyasztanak.

## Látnivalók

### Hagyományos lakóépületek és a Néprajzi Múzeum
Elbasan 18–19. századi városképét a vár, a mára lerombolt bazár és a nagyrészt szintén elpusztított mecsetek mellett többé-kevésbé tehetős polgárainak lakóházai határozták meg, amelyeknek a 19. század végéig két típusuk alakult ki. A szerényebb, pincével rendelkező földszintes dollmallie fő épületszerkezeti eleme a központi elhelyezkedésű, faráccsal védett, egyébként nyitott, tornácszerű hajat volt. Ennek közepén volt a kémény nélküli tűzhely, és napközben itt tartózkodtak a családtagok. A tehetősebbek házai már emeletesek voltak, földszinti részét terméskőből, a fakeretes ablakszemekkel tagolt emeletet téglából húzták fel, a héjazat pedig tipikusan cserép volt. Ezeknek a lakóházaknak is volt emeleti pihenőteraszuk, amelynek a neve már çardak volt. Mindkét háztípus kitüntetett helyisége a vendégszoba volt, általában faragott famennyezettel, falba mélyített polcokkal és kertre nyíló erkéllyel, ahol heverőket helyeztek el. A házak körül jellemzően olaj-, citrus- vagy fügefákkal, esetleg veteményessel beültetett kertek terültek el – innen Elbasan „virágok városa” (qyteti i luleve) epithetonja –, nemritkán az állatok legelőhelyéül szolgáltak. A házakat többnyire magas szélfogók, kőkerítések határolták el a szűk, kikövezett utcáktól.
Az 1930-as években jelentek meg a két-, sőt, néha háromemeletes, a korszerű megoldásokat a hagyományossal ötvöző lakóházak. A második világháború bombázásai és harcai során a régi Elbasan súlyos károkat szenvedett, majd a Hoxha-korszak városrendezése nyomán a még megmaradt hagyományos lakóépületek helyét is átvették a lakótelepek. A várnegyedben és környékén több évszázados ház megmenekült a pusztítástól, jóllehet némelyikük napjainkra meglehetősen rossz állapotba került.
- Utca a várnegyedben (2006)
- Hagyományos téglaemeletes ház a várnegyedben (2013)
- A Néprajzi Múzeum (2013)

Egy szépen restaurált, 18. századi emeletes polgárházban, a Sejdini-házban rendezték be a város Néprajzi Múzeumát (Muzeu Etnografik). A földszinti helyiségekben mutatják be a régi elbasani mesterek – fémművesek, fegyverkovácsok, ácsok, gyapjú-, nemez- és bőrművesek – munkaeszközeit, míg az emeleti szobákban eredeti bútordarabok, lakástextíliák és használati tárgyak segítségével rekonstruálják a korabeli elbasaniak életmódját. Az emeleten fedett pihenőtornác is található.

### Várnegyed
A római és bizánci alapokra épített elbasani vár – a peqini és a bashtovai mellett – az Albániában ritka síksági erődök egyike. Az első erődítést, egy egész légió állomásoztatására alkalmas római castrumot a 4. század elején emelték ezen a helyen, amelyet a 6. században a bizánciak megerősítettek. Az 1987–1988-ban folyt feltárások során egy kisebb, vélhetően a 4–5. századok fordulóján épült ókeresztény templom alapjait tárták fel a castrum délnyugati sarkában. A gyakori nomád betörések miatt a középkor elején az erődített település elnéptelenedett, és csak a 11. századtól élt egy kisebb közösség az erődfalak között. A Nyugat-Balkánon terjeszkedő Oszmán Birodalom uralkodója, II. Mehmed 1466-ban a bizánci alapokon huszonnyolc toronnyal és három városkapuval újjáépíttette a várat. 1832-ben az erődöt leszerelték és részben lerombolták. A várnegyed még a 20. század első felében is az elbasani görögkeleti felekezetűek városnegyedének számított.
- A déli várfal az 1898-ban épült óratoronnyal (2013)
- A Bazárkapu (2013)
- A délnyugati sarokbástya (2013)

A napjainkra teljes egészében fennmaradt déli várfal – a rombolást túlélt nyolc bástyával és a déli városkapuval (Bazárkapu) –, valamint a délkeleti és nyugati részeken részlegesen fennmaradt védmű az 1466-os oszmán erődítési munkálatok eredménye. A Bazárkapu boltívébe beépítve ma is látható az az oszmán-török nyelvű emlékkő, amely II. Mehmet dicsőítése mellett az építés idejét és Jusufi építész nevét is megörökítette. Bár a déli fal kivételével az erődítések csak részlegesen maradtak fenn, az Elbasan térképén kirajzolódó utcahálózat ma is egyértelműen megmutatja, hol helyezkedett el a négyszögletes alaprajzú, 362 × 327 méteres kiterjedésű vár. A déli várfal külső oldalán egy korábbi, a 17. században épített torony helyén 1898-ban egy 30 méter magas óratornyot építettek, a 21. század elején pedig sétányt alakítottak ki emlékművekkel és neves elbasaniak szobraival.
A várnegyed legnevezetesebb kulturális emléke a Király-mecset (Xhamia e Mbretit, szó szerint ’Király-mecset’, de tkp. ’Szultán-mecset’), Elbasan legrégebbi fennmaradt muszlim imaháza. Nem ez volt a törökök által a várban épített első mecset, hanem az 1466. évi hódítás utáni évtizedekben a déli Bazárkapu fölé, mintegy a kapu emeleteként felépített, minaret nélküli imaház, amely mára elpusztult. Ez a különleges mecset több néven is felbukkan a forrásokban: Mehmet szultán mecset (Xhamia e Sulltan Mhemetit), Hynqar-mecset (Xhamia e Hynqarit) vagy Fal melletti mecset (Xhamia e Murit). Ezt követően a várban állomásozó oszmán helyőrség második imaházaként építették fel a Király-mecsetet 1490 és 1492 között. Az 1967-es ateista kampány során minaretjét lerombolták, amelyet a rendszerváltás után rekonstruáltak, egyúttal az egész épületet felújították. 11,5 × 12,3 m²-es, három faoszloppal kettéosztott, faragott mennyezetű imatermébe egy fedett, faoszlopos előcsarnokon keresztül lehet belépni. Falait mind a négy oldalon szabályos közökben elhelyezett ablakok törik át; a felső sor ablakai csúcsívesek, míg az alsó sor nagy ablakait, tulajdonképpeni belépőit tégla csúcsívekkel díszítették.
- A Király-mecset nyugati oldala a minarettel (2013)
- A Szűz Mária-templom a szentélyapszis felől (2018)
- A Szűz Mária-templom harangtornya (2013)

A Király-mecset mellett északi irányban továbbhaladva az első keresztutca az ókori Via Egnatia nyomvonalában épült, amire a mai utcanév is felhívja a figyelmet (Rruga Egnatia). 150 méterrel északabbra található Elbasan két történelmi keresztény templomának egyike, az ortodox Szűz Mária-templom (Kisha e Shën Mërisë). Ezen a helyen az első templom 1691-ben épült fel, amely később leégett. 1833 és 1868 között bizánci stílusban épült fel a ma is látható templom, amelynek téglából épült harangtornya, apszidális szentélye, a templom mindkét hosszanti oldalát végigkísérő oszlopfolyosók, 19. századi faikonosztáza és mívesen faragott szószéke érdemel említést. A fáma szerint az altemplomból titkos alagút vezetett a környező hegyvidékre, amelyet a második világháború ellenállói is használtak. Az épület szerencsésen megmenekült az 1967-es ateista kampánytól, bár a rendszerváltásig katonai raktárként hasznosították. A templomkertben, a szentély mögött áll a város szülötte, a 19. századi Biblia-fordító, Kostandin Kristoforidhi síremléke és mellszobra. A közelben álló egyemeletes épület volt a helyszíne az 1909-es elbasani közművelődési kongresszusnak, amelynek eredményeként még ugyanabban az évben – ugyanezek között a falak között – megnyílt az ország első tanítóképző intézete (ma Aleksandër Xhuvani Egyetem). Az épületben a 20. század második felében közművelődési múzeumot rendeztek be, de napjainkban újra iskola működik a falai között. A közelben, a Ptoleme Xhuvani utcában található a város másik híres szülötte, az egyetem névadója, Aleksandër Xhuvani nyelvész emlékmúzeuma (Muzeu “Aleksandër Xhuvani”). A vár keleti oldalán, a Bardhul Popa utcában látható a 17. században épült Szinan pasa fürdő (Hamami i Sinan Pashës) vagy Öregfürdő (Hamami i Vjetër) épülete. A várnegyedben csupán néhány hagyományos épület élte túl a 20. századot (lásd bővebben itt). Megtekintésre érdemes még a vár délnyugati sarkában Real Scampis étterem parkja, ahol a régészeti feltárások során előkerült római helyőrségi barakk (esetleg lakóház) alapjai láthatóak, emellett pogány sírköveket, az itt állt ókeresztény templom oszlopfőit és török kori sírköveket is kiállítottak.

### Bezistan
A vártól délre húzódó, Bezistannak hívott részen ma sétány és park található. Északi peremén fut a város főutcája, a Qemal Stafa utca, amelyen számos étterem, kávézó és cukrászda várja a vendégeket. Régen itt terült el Elbasan nagybazárja, amelyet 1970 és 1972 között a hatóságok földig romboltak. Ennek emlékét őrzi a terület elnevezése: a bezesten, bezistan albán nyelvterületen a fedett bazárt jelöli. A park északi részén találhatóak az 5. században épült bezistani vagy elbasani bazilika romjai. Történetéről sokat nem tudni, de egy 519-es scampisi pápai követjárásról szóló feljegyzésben említett Szent Péter-székesegyházzal azonosítják a kutatók. Az egyszerű, narthexszel kibővített háromhajós-apszisos bazilika feltárásakor míves kőfaragványok, sírok és freskótöredékek kerültek elő, de mozaikpadlója a legjelentősebb. A kantharoszból kinövő szőlőtőkét, az edény kétoldalán ifjakat ábrázoló paradicsomi jelenet az Albánia területéről ismert ókeresztény padlómozaikok egyik legszebb példája.
A bazilikarom mellett magasodó hotel túloldalán áll a 17. századi Bazárfürdő (Hamami i Pazarit), a város két törökfürdőjének egyike, amelyről Evlija Cselebi 1670-ben úgy számolt be, hogy „szellős, kellemes és tiszta épület, kedves szolgálófiúkkal”. A hamamban jelenleg kávézó működik, de külső megjelenését és berendezését megőrizték, valamint az eredeti forrószobák is fennmaradtak. Bezistan átellenes, északkeleti pontján áll a Skampa Színház modern épülete, mellette az 1608-ban épült Ballija- vagy Hasan Balliu-mecset (Xhamija e Ballijës, Xhamija e Hasan Balliut) helyén felépült emlékmű. A Bezistan déli peremén található a Néprajzi Múzeum (Muzeu Etnografik), valamint a városháza 1926-ban és a Qemal Baholli Közkönyvtár (Biblioteka Publike “Qemal Baholli”) 1935-ben épült műemlék épületei.
- A bezistani bazilika romjai a keleti tájolású apszis felől (2013)
- A Bazárfürdő részlete (2018)
- A Naziresha-mecset (2014)

A Bezistantól 500 méterre délre, az SH3-as főút északi oldalán, a Kadri Hyshmeri utca kereszteződésében áll a Naziresha-mecset (Xhamia e Nazireshës). A Király-mecset mellett ez a másik elbasani muszlim imaház, amely túlélte a 20. század rombolásait, egyedül minaretjét veszítette el. A helyi Nazir bég építtette az 1599-ben már dokumentálhatóan álló mecsetet, amelynek nevében az albán nyelv -esha képzője az ő feleségére vagy leányára utal. A négyszögletes alaprajzú, csúcsíves ablakokkal tagolt, kupolás mecsetet a 2010-es évek elején restaurálták, minaretjét rekonstruálták. 200 méterre nyugatra, ugyancsak a főút mentén, a Shinkoll negyed déli peremén áll az elbasani görögkeletiek másik történelmi temploma, a Szent Miklós (Kisha e Shën Nikollës) 1996-ban rekonstruált épülete. Az egyik épületkő felirata alapján talán 1734-ben épült eredeti épületet az 1967-es ateista kampány során lerombolták. Klenódiumai ma is a tiranai Nemzeti Történeti Múzeum kiállításán láthatóak.

### Tepei ókeresztény bazilika
Elbasan külvárosában, a várnegyedtől nyugatra, légvonalban mintegy 600 méterre, a Zaranika-patak jobb partján emelkedő Tepe-dombon (Kodra e Tepes), új építésű lakóházak gyűrűjében találhatóak Elbasan egyik legrégebbi épületének romjai. Az ókori Scampis az 5. században már a dyrrhachiumi metropóliához tartozó püspöki székhely volt. Legkorábbi ismert keresztény temploma a 4. század végén épült tepei bazilika. A háromhajós, narthexen (előcsarnokon) keresztül megközelíthető egyszerű bazilikát az 5. században jelentősen átalakították-bővítették, többek között ekkor készült el püspöki trónusa, valamint a töredékesen napjainkig fennmaradt mozaikpadlója. Ugyancsak fontos fejlemény volt egy exonarthex és egy sírkápolna hozzátoldása az épülethez, amelyekben az 5. század második felében egyházi méltóságok sírhelyeit alakították ki, többek között egy bizonyos Stephanus püspökét. A bazilika a régészeti ásatások alapján a 6. század után elveszítette vallási jelentőségét.

### Elbasan környéke
A város környékének legfontosabb üdülőhelye, Llixhat e Elbasanit (tkp. ’elbasani fürdők’) – vagy újabb nevén Park Nosi – a várostól délre, 12 kilométerre található. A felszínre törő gyógyvizet már az ókorban is ismerték. Egy helyi vállalkozó, Grigor Nosi 1932-ben egy osztrák építész tervei alapján modern fürdőt és gyógyszállodát építtetett itt. Llixhat gyógyfürdőjének kénes, 56 °C-os gyógyvize elsősorban reumában és bőrbetegségben szenvedőkön segít. Környékén kisebb üdülőfalu alakult ki több szálláshellyel.
- A Nosi-féle gyógyszálló Llixhat e Elbasanitban (2018)
- Ad Quintum római kori fürdőháza (2018)
- A shijoni Szent János Vladimír-templom (2018)

Elbasan vidéke épített örökségben is gazdag. Az i. e. 2. századi ókori Via Egnatia emlékei a város délnyugati határában álló topciasi híd (Ura në Topcias) romos pillérjei, valamint Bradashesh határában az egykori Ad Quintum római termájának maradványai. A vidék legértékesebb bizánci stílusú templomai a korábbi alapokon Karl Topia albán fejedelem által 1380–1381 körül újjáépíttetett shijoni Szent János Vladimír-templom (Kisha e Shën Gjon Vladimirit), ahol aztán a fejedelmet eltemették és ahol a 18. században megszületett az elbasani ábécé, valamint az 1551-ben épült shelcani Szent Miklós-templom (Kisha e Shën Kollit), belső terében Onufri korabeli freskóival. A környék több kisebb településén műemlékvédelem alatt álló várromok, templomok és népi lakóházak találhatóak.

## Nevezetes elbasaniak

### Elbasan szülöttei

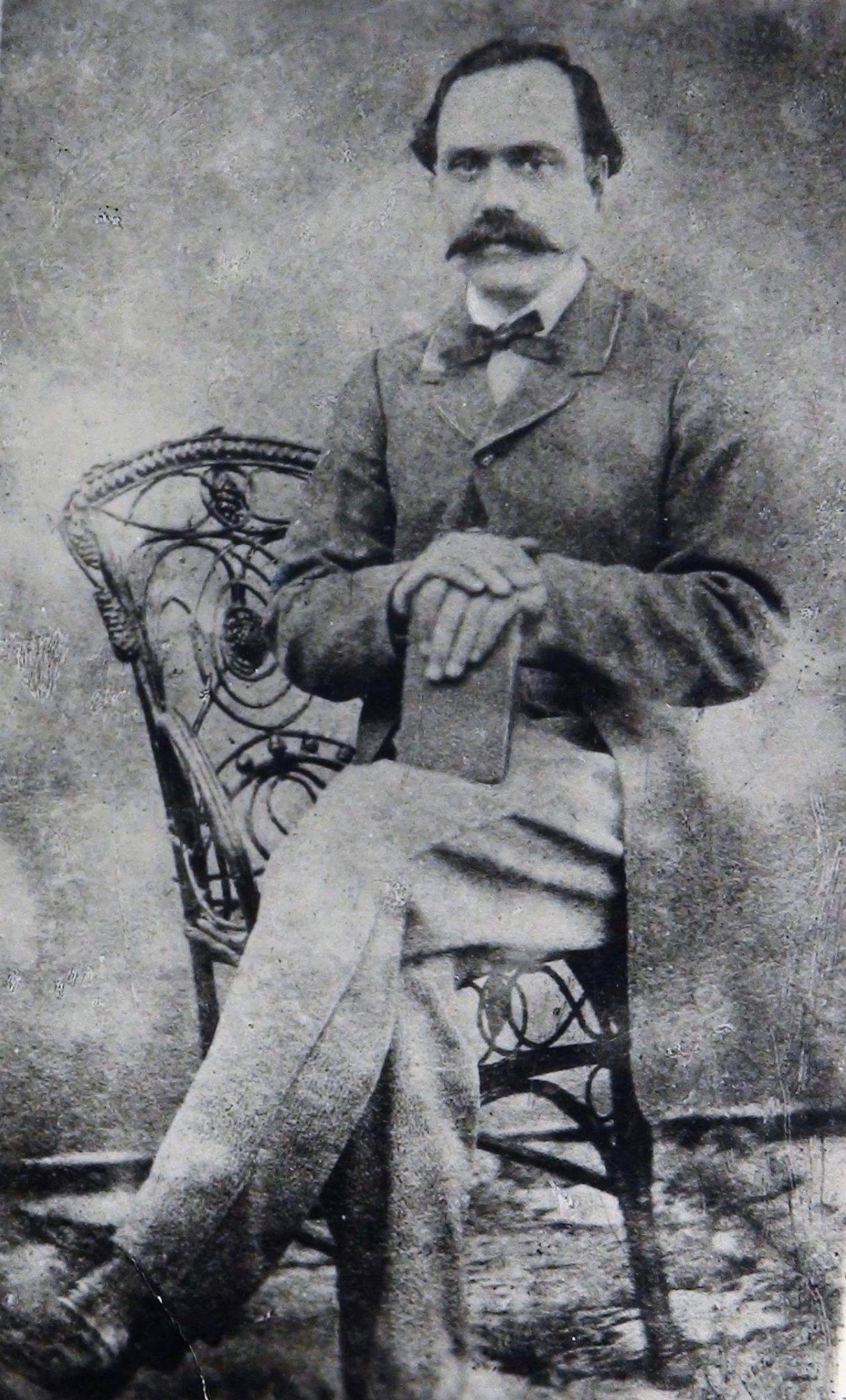
Kostandin Kristoforidhi

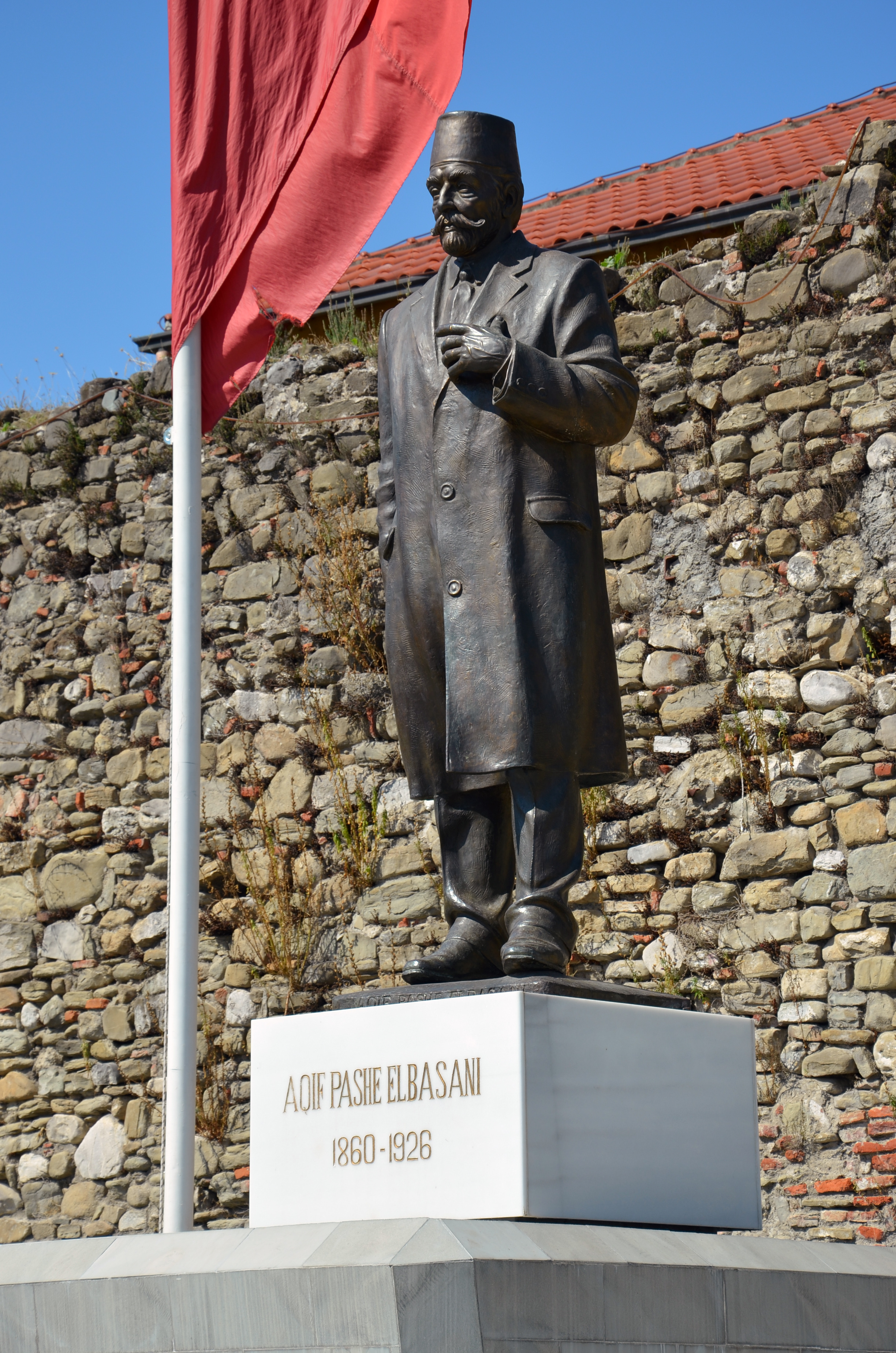
Aqif Elbasani szobra a várnál

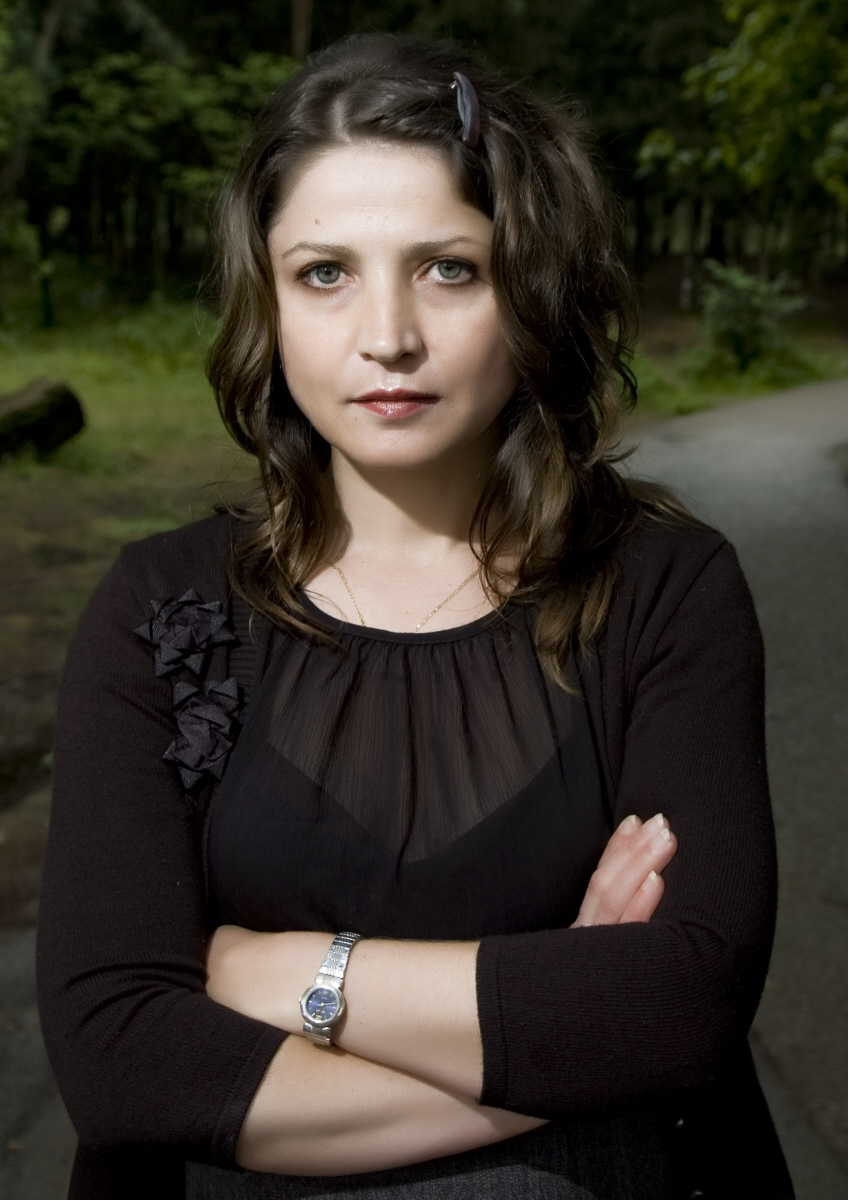
Luljeta Lleshanaku

- Szedefkar Mehmed aga(wd) vagy albánosan Sedefqar Mehmet Biçakçiu (1540 k. – 1617), I. Ahmed oszmán szultán főépítésze, az isztambuli Kék mecset építésze. Szülővárosában nevéhez fűződik a mára elpusztult, 17. század eleji Ballija- vagy Hasan Balliu-mecset (Xhamija e Ballijës, Xhamija e Hasan Balliut) tervezése, valamint a város vízvezeték-hálózatának kiépítése.[365]
- Kostandin Kristoforidhi (1827–1895) publicista, elsőként fordította le az Újtestamentumot az albán nyelv mindkét fő nyelvjárására, geg (1872) és toszk (1879) dialektusra egyaránt.[366] Mellszobra a várnegyedben, a Szűz Mária-templom kertjében áll; a közelben található emlékmúzeuma is.[367]
- Aqif Elbasani pasa (1860/1861–1926), rövid ideig az első albán kormány belügyminisztere, az 1920-as lushnjai kongresszus elnöke, 1920-tól a régenstanács tagja.[368]
- Lef Nosi (1873–1946) a függetlenségét elnyert Albánia politikai életének jeles alakja. 1929 és 1938 között szülővárosába visszavonulva történelmi kutatásokkal foglalkozott.[369]
- Shefqet Vërlaci (1877–1946) politikus, 1924-ben és 1939–1941 között Albánia miniszterelnöke.[370] Impozáns elbasani háza a várnegyed nyugati oldalán, az Egnatia és a Janaq Kilica utcák kereszteződésében áll.[371]
- Ahmet Dakli (1879–1947) politikus, pénzügyminiszter, Elbasan kétszeres polgármestere (1916–1917, 1937–1939).[372]
- Visarion Xhuvani (1887–1965) görögkeleti egyházi vezető, politikus.[373]
- Aleksandër Xhuvani (1888–1961) nyelvész, 1913-tól az elbasani Tanítóképezde igazgatója.[374]
- Hasan Ceka (1900–1998) régész, az albán ókorrégészet doyenje, Apollónia feltárója.[375]
- Vasil Andoni (1901–1994) politikus, a Nemzeti Front vezetőségi tagja.[376]
- Et’hem Haxhiademi(wd) (1902–1965) drámaíró és költő, 1945 után az Író- és Művészszövetség elbasani szervezetének vezetője.[377]
- Ibrahim Biçakçiu (1905–1977), Aqif Elbasani fia, politikus, 1943-ban és 1944-ben Albánia miniszterelnöke.[378]
- Aleks Buda (1910–1993) történész, 1973-tól az Albán Tudományos Akadémia első elnöke.[379]
- Mahir Domi (1915–2000) nyelvész, a második világháború alatt az elbasani Tanítóképezde igazgatója.[380]
- Dhimitër Shuteriqi(wd) (1915–2003) irodalomtörténész, író, 1942–1943-ban szülővárosában dolgozott tanárként.[381]
- Qemal Haxhihasani(wd) (1916–1991) folklorista.[382]
- Qemal Stafa (1920–1942) kommunista ellenálló, a második világháborús partizánmozgalom egyik vezető alakja.[383] Szülőházában a kommunizmus évtizedeiben emlékkiállítást rendeztek be.[384]
- Thoma Deliana (1924–2014) kommunista politikus, 1958–1961-ben elbasani párttitkár, később oktatásügyi (1965–1976) és művelődési miniszter (1966–1976).[385]
- Isuf Sulovari(wd) (1935–2006) festőművész.[386]
- Ylli Vejsiu (1941–2015) matematikus, közgazdász, statisztikus, politikus, 1992–1993-ban Albánia oktatásügyi minisztere.[387]
- Fatos Kongoli (1944) író, a kortárs albán irodalom kiemelkedő alakja.[388]
- Luljeta Lleshanaku(wd) (1968) költő.[389]

### Elbasanban éltek és dolgoztak
- A 16. században a város görögkeleti főesperese volt a neves ikonfestő, Onufri, innen Neokasztroni Onufri elnevezése (Ονούφριος Νεοκάστρου / Onufriosz Neokasztru, albán Onufër Neokastritit).[390]
- A 18. század közepén a városban telepedett le Nezim Frakulla bejtedzsi költő.[391]
- Az 1909 decemberében a városban megnyílt első albán tanítóképző intézet, a Tanítóképezde (Shkolla Normale) első igazgatója Luigj Gurakuqi volt, első tanárai közé tartozott Hafiz Ibrahim Dalliu, Hilë Mosi, Lef Nosi és Sotir Peci.[392] Története későbbi szakaszaiban is több neves tanár oktatott az intézet falai között, például 1933-tól Zef Kolombi festőművész,[393] 1935-től Eqrem Çabej nyelvész,[394] az 1930-as évek második felében Namik Resuli(wd) nyelvész,[395] 1946-ban Et’hem Haxhiademi(wd) költő, drámaíró.[396] Az intézményben végezte tanulmányait többek között Ymer Berisha(wd) és Fadil Hoxha(wd) politikusok, Qemal Haxhihasani(wd) folklorista és Kasëm Trebeshina író.[397]
- 1929 és 1938 között Elbasanban élt az albán rendőrség újjászervezéséért felelős Dayrell Oakley-Hill(wd).[398]
- 1935-ben itt vett házat és telepedett le a skót Margaret Hasluck(wd), antropológus és albanológus. Hasluck négy évet élt Elbasanban, 1939 áprilisában, az olasz megszállás idején elhagyni kényszerült az országot.[399]
- Elbasanban töltötte tanulóéveit Mustafa Krantja(wd) karmester.[400]
- 1944-től 1947-ig Elbasanban élt Andrea Kushi(wd) festőművész.[401]
- 1947-től 1951-ig a város lakója volt Fuat Asllani(wd) politikus.[402]
- 1951-től 1953-ig a város párttitkára volt Todi Lubonja(wd), 1972-től az albán rádió és televízió vezetője.[403]
- 1964-től hét évadon át az elbasani Skampa Színház színésze volt Robert Ndrenika(wd), az albán filmgyártás egyik legtöbbet foglalkoztatott színésze.[404]
- 1967-től 1970-ig a város párttitkára volt Hekuran Isai, 1982-től Albánia belügyminisztere.[405]
- 1982-ben a város párttitkára volt Pali Miska, korábbi ipari és bányaügyi miniszter.[406]
- 1975-től 1978-ig az elbasani kohászati kombinát közgazdászaként dolgozott Fatos Nano(wd), 1991 után több ízben Albánia miniszterelnöke.[407][408]

.